# Великобритания
Великобрита́ния (от англ. Great Britain), или Соединённое Короле́вство (United Kingdom, сокр. UK), полная официальная форма — Соединённое Короле́вство Великобрита́нии и Се́верной Ирла́ндии (англ. The United Kingdom of Great Britain and Northern Ireland) — суверенное государство у северо-западного побережья континентальной Европы, состоящее из Англии, Уэльса, Шотландии и Северной Ирландии. Соединённое Королевство включает в себя остров Великобритания, северо-восточную часть острова Ирландия и множество более мелких Британских островов. Северная Ирландия имеет сухопутную границу с Республикой Ирландия; в остальном, Великобритания окружена Атлантическим океаном, Северным морем, Ла-Маншем, Кельтским морем и Ирландским морем.
Общая площадь Соединённого Королевства составляет 242 500 км², а численность населения в 2020 году оценивалась в более чем 67 млн человек.
Политическая система страны — конституционная монархия и парламентская демократия. Король Карл III царствует с 2022 года, пост премьер-министра с 5 июля 2024 года занимает Кир Стармер.
Столица и крупнейший город страны — Лондон, другие крупные города — Бирмингем, Лидс, Глазго, Манчестер, Эдинбург и Ливерпуль. Шотландия, Уэльс и Северная Ирландия обладают собственными правительствами, каждое из которых наделено различными полномочиями.
Государственный язык — английский (британский вариант) — один из германских языков, распадающийся на множество диалектов и являющийся сегодня одним из первых по важности языков мира и одним из ведущих по числу носителей; в стране используются также ещё несколько германских, а также несколько кельтских языков (валлийский, шотландский кельтский, корнский).
Соединённое Королевство возникло в результате ряда аннексий, союзов и отделений входящих в него стран в течение нескольких сотен лет. Королевство Великобритания образовалось в 1707 году в результате подписания Договора об Унии между Королевством Англия (в которое уже входил Уэльс, присоединённый в 1542 году) и Королевством Шотландия. В 1800 году Королевство Великобритания и Королевство Ирландия объединились, образовав Соединённое Королевство Великобритании и Ирландии, которое после отделения от него в 1922 году Ирландского Свободного государства стало именоваться Соединённым Королевством Великобритании и Северной Ирландии с 1927 года.
Соседние острова Мэн, Гернси и Джерси формально не входят в Соединённое Королевство, имея статус владений короны; британское правительство отвечает за их оборону и международное представительство. Кроме того, сохраняется 14 британских заморских территорий, последние реликты Британской империи, которая на пике своего территориального расширения в 1920-е годы охватывала почти четверть суши и треть населения мира, став крупнейшей империей в истории. Британское влияние наблюдается в языке, культуре, правовых и политических системах многих бывших колоний страны.
Экономика Великобритании занимает шестое место в мире по номинальному валовому внутреннему продукту (ВВП) и десятое место по паритету покупательной способности (ППС). Экономика страны характеризуется высоким уровнем доходов и очень высоким индексом человеческого развития (13-е место в мире). Великобритания стала первой в мире индустриально-развитой страной и была передовой мировой державой в XIX веке и начале XX века.
В международных делах Британия играла роль ведущей державы мира в период от 1815 по 1914 год; её роль начиная с 1940-х годов неуклонно снижается. Тем не менее, Великобритания — постоянный член Совета Безопасности ООН с момента его первой сессии в 1946 году, одна из 5 международно признанных ядерных держав мира, что позволяет некоторым исследователям всё ещё относить её к неформальному кругу великих держав.
Соединённое Королевство входит в Содружество наций, Совет Европы, Большую семёрку (G7), Группу десяти, Большую двадцатку (G20), ООН, НАТО, AUKUS, Организацию экономического сотрудничества и развития (ОЭСР), Интерпол и Всемирную торговую организацию (ВТО). Великобритания являлась государством-членом Европейских сообществ и их преемника, Европейского союза (ЕС), с момента присоединения в 1973 году и до выхода из ЕС в 2020 году после референдума, проведённого в 2016 году.

## Этимология

### Происхождение слова «Великий» в названии «Великобритания»
Клавдий Птолемей в своём труде «Альмагест» (147—148 н. э.) называет больший остров «Большой Бретанией» (др.-греч. μεγάλης Βρεττανίας), а Ирландию — «Малой Бретанией». В своей более поздней работе «География» (150 г. н. э.) он называет эти острова «Альвион», «Иверниа» и «Мона» (остров Мэн). Предполагается, что эти названия не были известны ему во время написания «Альмагеста». Название «Альбион», видимо, вышло из употребления через некоторое время после завоевания островов римлянами, и остров стали называть «Великобританией».
После англосаксонского периода название «Британия» стало упоминаться только как исторический термин. Гальфрид Монмутский в своём полулегендарном сочинении «История королей Британии» Великобританию называет «Большой Британнией» («Большая Британия»), которую отделяет от «Малой Британнии» («Меньшая Британия») — область в континентальной Европе, где селились кельтские переселенцы с Британских островов в V—VI веке. Название «Великобритания» впервые было использовано официально в 1474 году — в письме с предложением о браке между Сесили дочери Эдуарда IV из Англии и Джеймсом, сыном Джеймса III из Шотландии, в котором сказано «этот благородный остров, называемый Великобританией». Официально это слово прозвучало опять в 1604 году, когда король Яков VI провозгласил себя «Королём Великобритании, Франции и Ирландии».

### Использование названия «Великобритания»
В русском языке «Великобритания» — наиболее распространённое обозначение Соединённого Королевства. «Великобританией» также называют остров, на котором расположены Англия, Шотландия и Уэльс.
В современном английском языке государство почти всегда называют United Kingdom (Соединённое королевство), а не Great Britain. Акронимы GB и GBR используются в документах для обозначения Соединённого Королевства в некоторых международных организациях, таких как Всемирный почтовый союз, спортивные команды, НАТО, Международная организация стандартизации, а также в международных кодах.
В интернете домен «.uk» используется для обозначения сайтов, принадлежащих Соединённому Королевству. Домен «.gb», который использовался ранее, устарел, новые регистрации сайтов на него не принимаются.
Название «Команда GB» используется Британской олимпийской ассоциацией для именования команды Великобритании и Северной Ирландии на олимпийских играх. Ещё одним примером использования названия «Британия» вместо «Соединённого королевства» является использование названия «Гран-при Великобритании» в автоспорте.

## География
Государство располагается на Британских островах (остров Великобритания, северо-восточная часть острова Ирландия, а также большое количество более мелких островов и архипелагов, среди которых Гебридские, Оркнейские и Шетландские острова, Англси, Арран, Уайт) в Атлантическом океане. Омывается Северным, Ирландским, Кельтским и Гебридским морями. Юго-восточное побережье располагается всего в 35 км от северного побережья Франции, которые разделены проливом Ла-Манш.

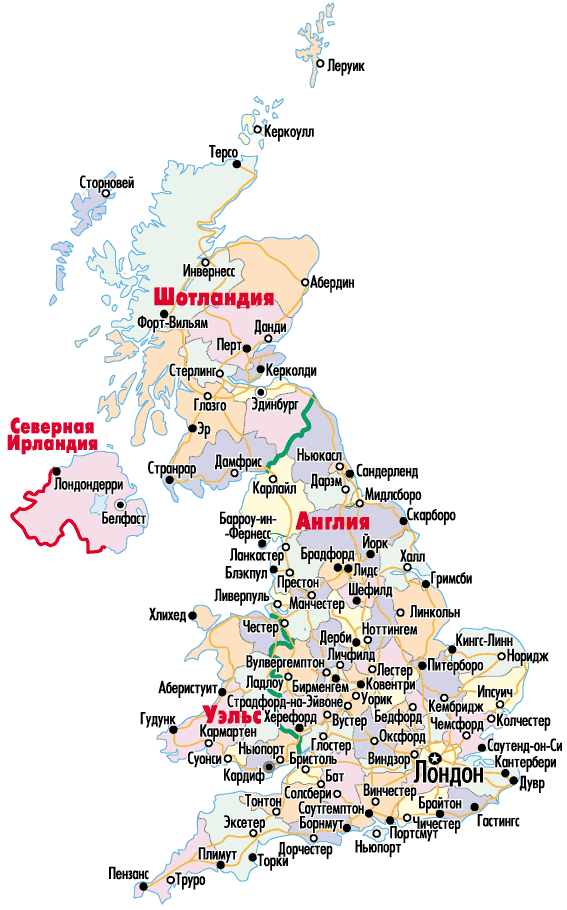
Основные города Великобритании

Площадь Великобритании составляет 243 809 км², из них суша — 240 579 км², внутренние воды — 3230 км². По данным на 1993 год, 10 % суши были покрыты лесом, 46 % использовались под пастбища, а ещё 25 % использовалось в земледелии.
Береговая линия имеет 17 820 км длины.
Южное побережье соединено с континентальной Европой через евротоннель длиной 50 км (из которых 38 км — под водой). Это самый длинный подводный тоннель в мире.
Северная Ирландия имеет 499-километровую сухопутную границу с Республикой Ирландия, и это единственная сухопутная граница Великобритании.
Гринвичская обсерватория в Лондоне является местом прохождения нулевого меридиана. В целом, Великобритания расположена между северными широтами 49° и 61° и между 9° западной долготы и 2° восточной долготы.
Англия занимает чуть больше половины всей территории Великобритании, покрывая 130 395 км².
Бо́льшая её часть состоит из низменностей. Возвышенности сосредоточены на севере (Пеннинские горы) и северо-западе (Камберлендские горы). Среди последних высочайшая вершина Англии — Скофел-Пайк (978 м).
Длиннейшими реками являются Темза, Северн и Хамбер.
Шотландия занимает чуть меньше трети всей территории Великобритании, покрывая 78 772 км². Она включает около восьмисот островов — в основном, на западе и севере от основной территории. Среди них стоит выделить Гебридские, Оркнейские и Шетландские острова. Топография Шотландии во многом определяется Пограничным Разломом Хайленда, который пересекает Шотландию от острова Арран на западе до Стонхейвена на востоке. Линия разлома разделяет два совершенно разных региона: Северо-Шотландское нагорье (Хайленд, Highland «нагорье») на северо-западе и Лоуленд на юго-востоке. Суровый Хайленд содержит почти все горы Шотландии, включая Бен-Невис, который с высотой в 1343 м является самой высокой точкой Британских островов.
Лоуленд (Lowland «низменность»), особенно Среднешотландская низменность между заливами Ферт-оф-Клайд и Ферт-оф-Форт, известная также как «Центральный Пояс», гораздо ровнее; здесь живёт бо́льшая часть населения, в том числе в крупнейших городах Шотландии Глазго и Эдинбурге.
Уэльс занимает всего менее одной десятой части всей территории Великобритании, покрывая 20 779 км². Уэльс — в основном, горная страна, хотя Южный Уэльс менее горист, чем остальная часть. Основное население и промышленные зоны располагаются именно в Южном 
Уэльсе, включая прибрежные города Кардифф, Суонси и Ньюпорт. Самые высокие горы Уэльса располагаются в Сноудонии (в том числе гора Сноудон с высотой в 1085 м). Береговая линия Уэльса имеет протяжённость в 1200 км.
Крупнейшим островом является Англси на северо-западе.
Северная Ирландия занимает всего 13 843 км² и, в основном, холмиста. Здесь находится озеро Лох-Ней, самое большое по площади озеро Британских островов (388 км²).
Самая высокая точка Северной Ирландии — Слив-Донард в горах Моурн с высотой 852 м.

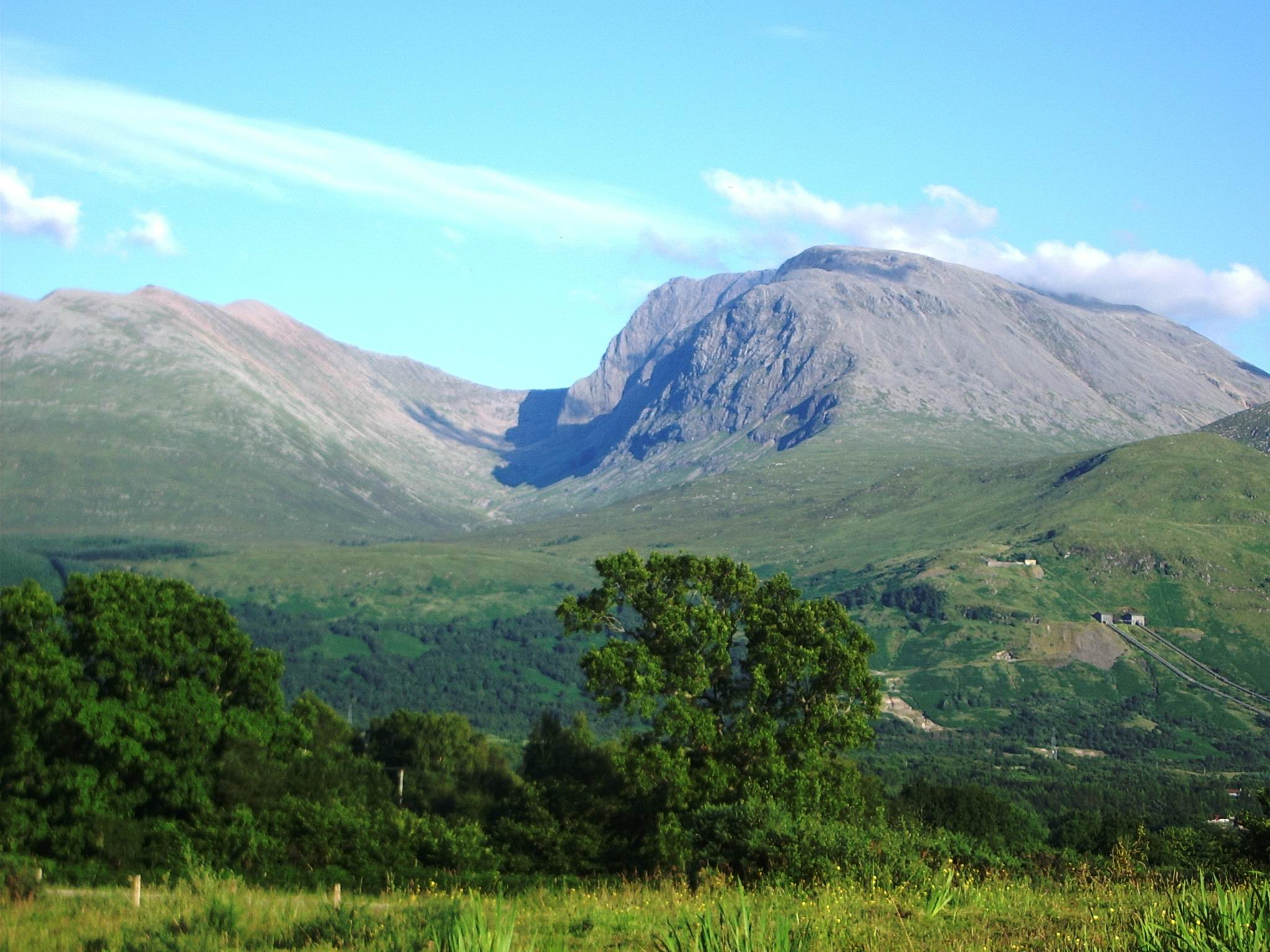
Бен-Невис в Шотландии — самая высокая точка Британских островов
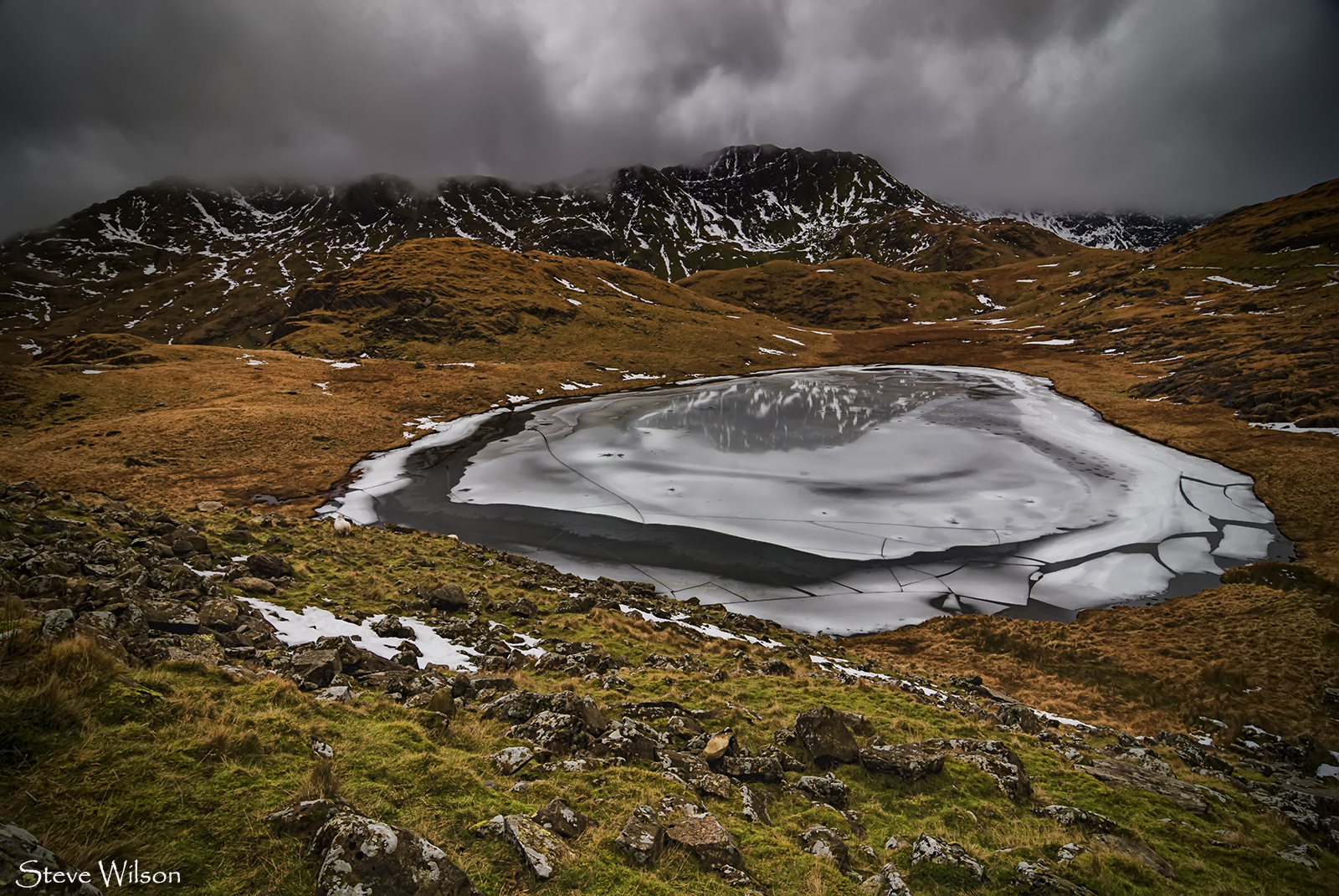
Сноудония
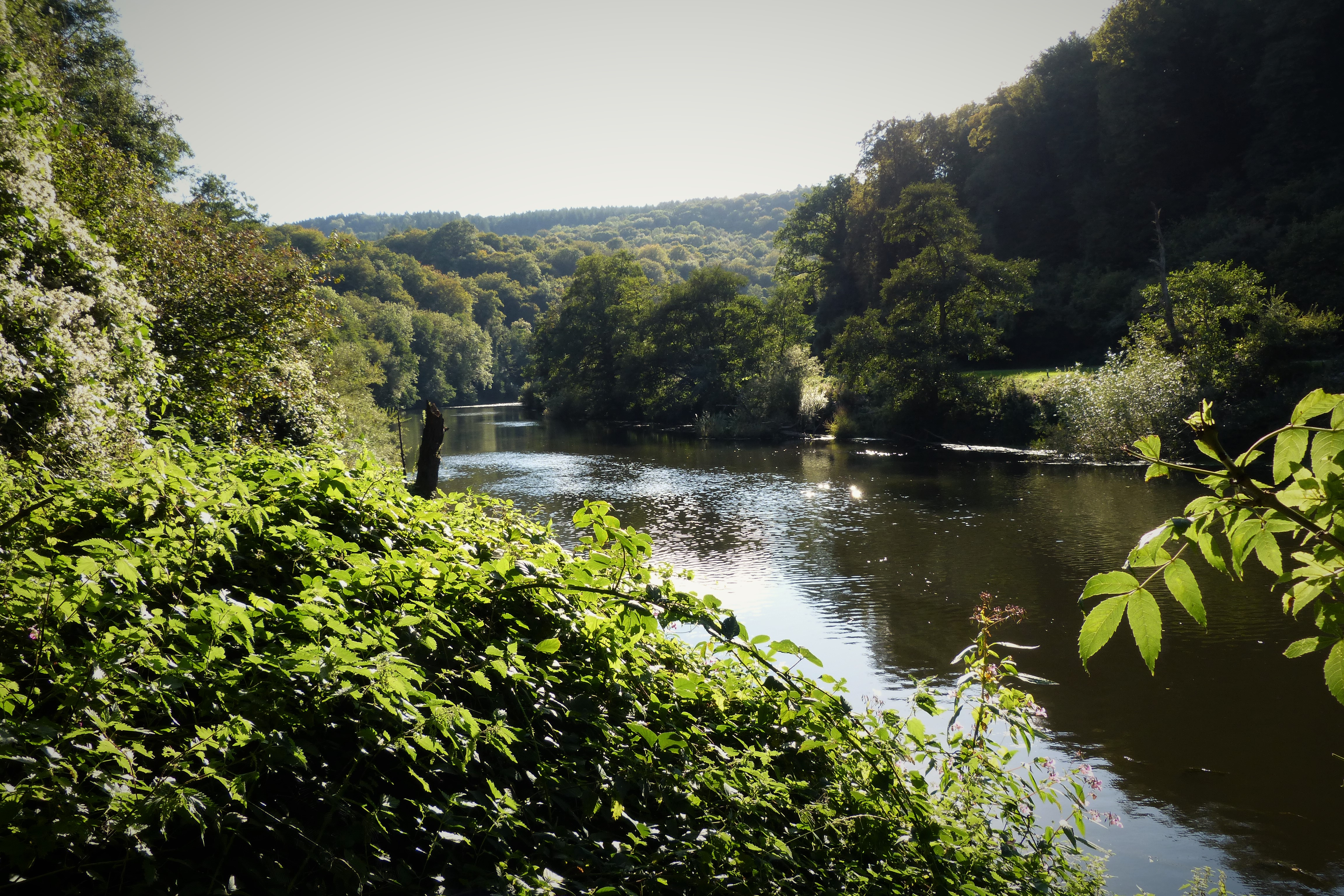
Река в лесу Дин
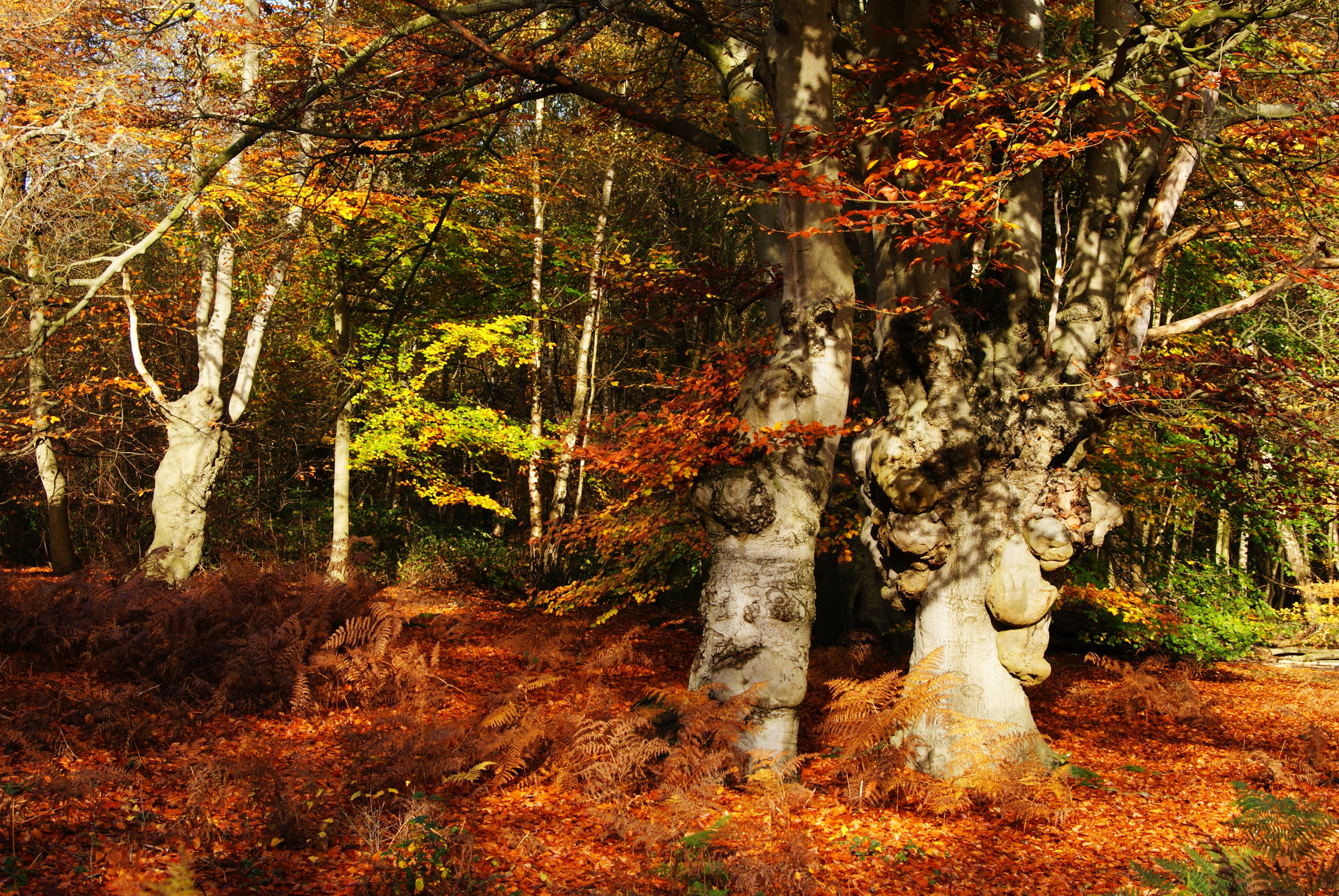
Осенняя природа Великобритании
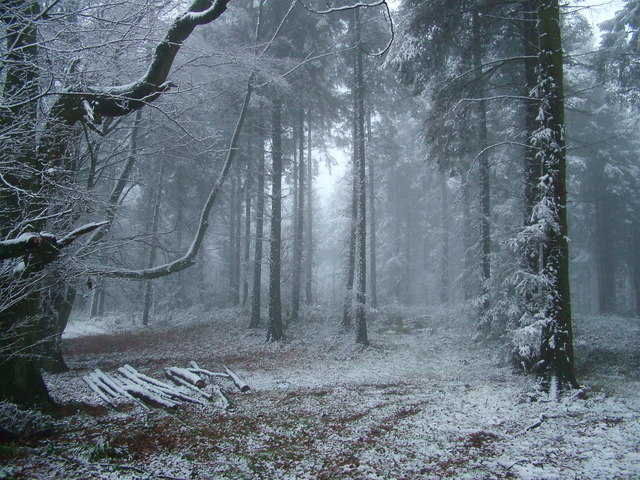
Зимняя природа Великобритании
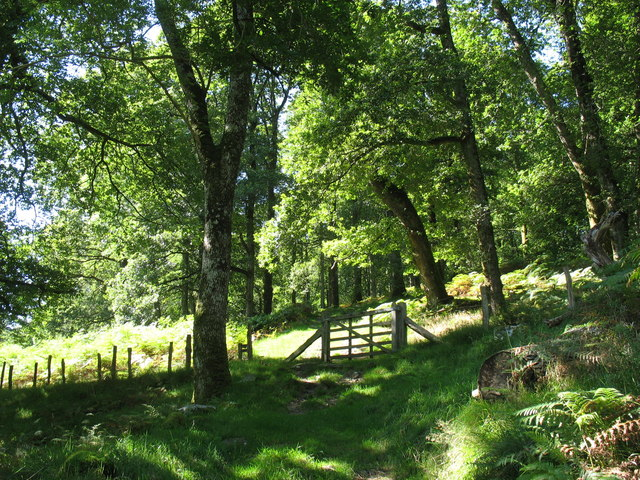
Лиственный лес в Уэльсе
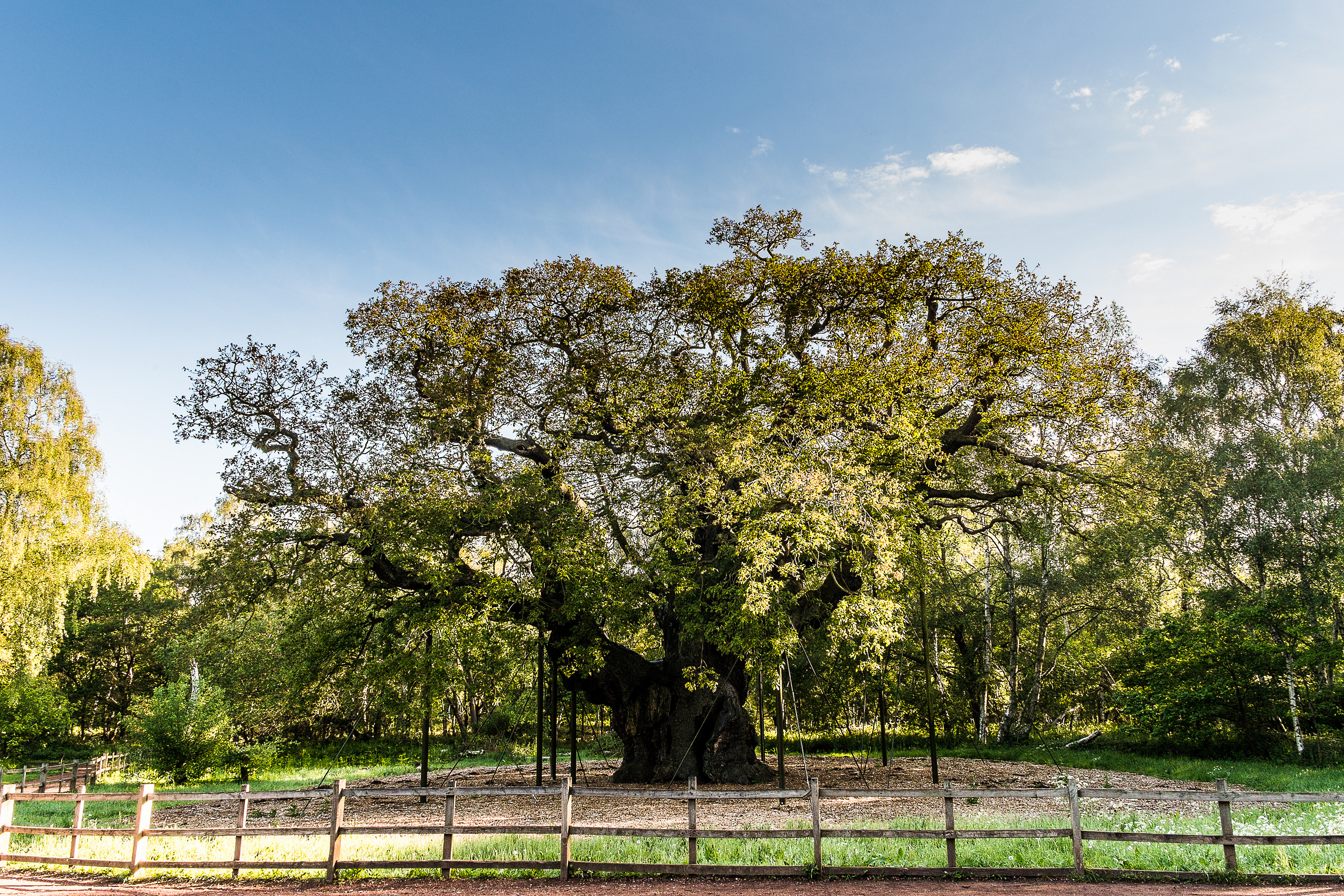
Крупнейший дуб Великобритании (Дуб-майор) в Шервудском лесу
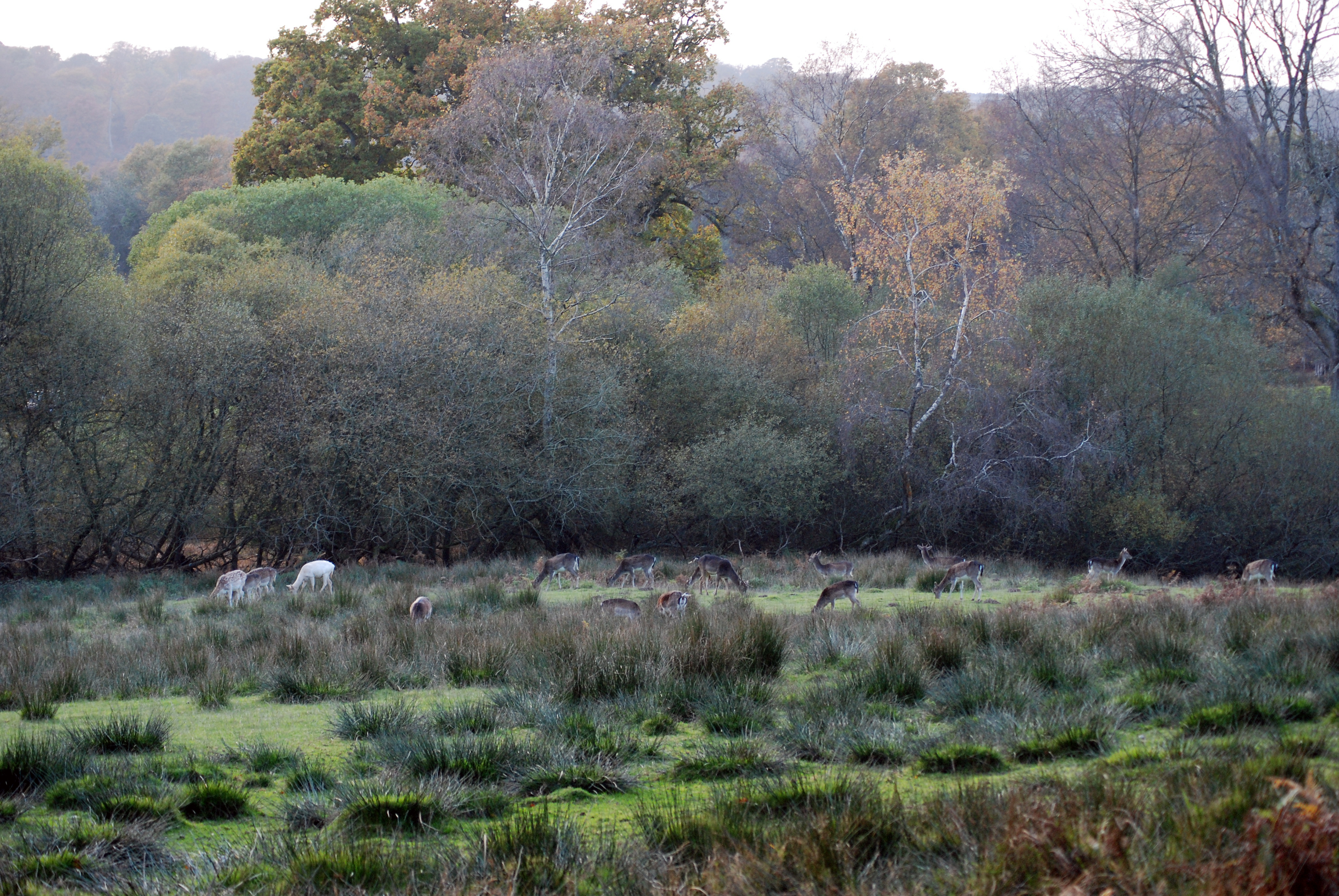
Олени

### Климат
Великобритания имеет умеренно океанический климат с большим числом дождей на протяжении всего года. Температуры меняются в зависимости от сезона, однако редко падают ниже −12°C или поднимаются выше 35 °C. Основные ветры идут с юго-запада и часто приносят холодную и мокрую погоду из Атлантического океана, однако восточные части страны, в основном, защищены от этих ветров и, поскольку основная часть осадков выпадает в западных регионах, восточные являются самыми сухими. Атлантические течения, разогретые Гольфстримом, приносят мягкие зимы; иногда зимой и ранней весной здесь бывают снегопады, хотя снег обычно лежит недолго.

## Административное деление

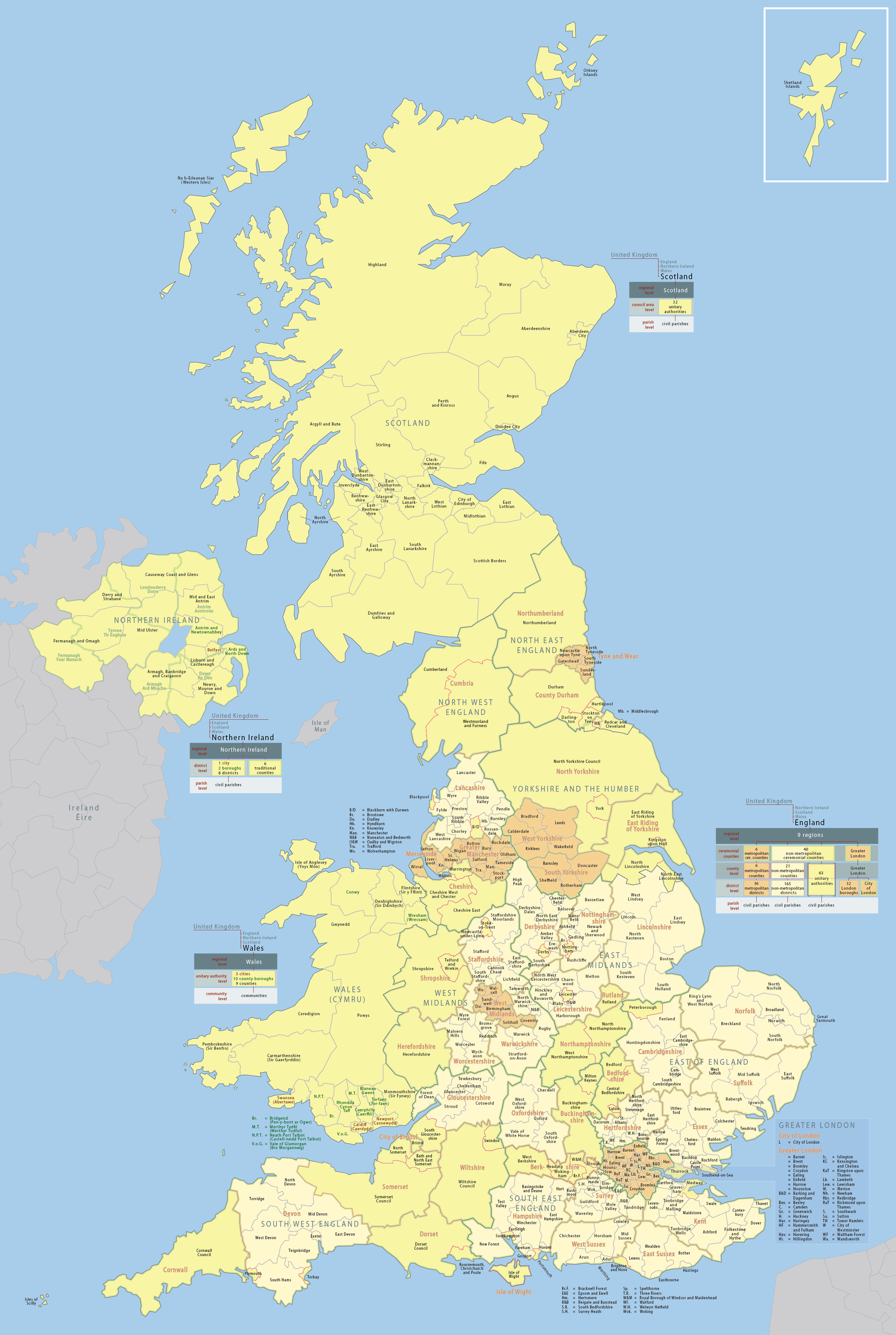
Административные единицы Великобритании

### Региональное и местное самоуправление
Каждая из четырёх автономных частей Соединённого Королевства имеет свою собственную систему административного и географического деления, которое часто исходит ещё со времён до появления государства Великобритания. Соответственно «не существует стандартного уровня административной единицы, связывающего всю Великобританию». До XIX века почти никаких изменений старых делений не происходило, однако затем началась постоянная эволюция ролей и функций. Тем не менее эти изменения не были универсальны, а дальнейшая передача полномочий Шотландии, Уэльсу и Северной Ирландии означает, что и в дальнейшем они вряд ли будут универсальными.
Организация местного самоуправления Англии очень сложна, с распределением функций, зависящих от местных распоряжений. Законодательная база относительно самоуправления Англии устанавливается парламентом и правительством Великобритании, поскольку у Англии нет своего собственного парламента. Высший уровень деления Англии составляют девять правительственных регионов или правительственных регионов Европейского союза. Один регион, Большой Лондон, имеет свою выборную ассамблею и мэра с 2000 года после поддержки этого вопроса на референдуме в 1998 году. Предполагалось, что и другие регионы также получат свои региональные ассамблеи, однако отказ от таковой в Северо-Восточной Англии на референдуме в 2004 году остановил эту идею. Ниже регионального уровня идёт либо совет графства, и затем районные советы, или унитарные советы, Лондон же имеет свою систему из 32 Лондонских боро. Члены совета выбираются по мажоритарной системе.
Шотландия административно разделена на 32 округа с большой разницей в размерах и населении среди них. Города Глазго, Эдинбург, Абердин и Данди обладают статусом отдельных округов, равно как и Хайленд, который включает в себя территорию трети Шотландии, но имеет население всего чуть больше 200 000 человек. Права местного управления осуществляются выборными депутатами, которых сейчас 1222 и получают заработную плату на полставки. Выборы проводятся по системе единого непереходного голоса и выбирают трёх или четырёх депутатов, которые затем выбирают председателя, который возглавляет заседания и выступает от имени всего региона.
Уэльс административно состоит из 22 унитарных образований, включая Кардифф, Суонси и Ньюпорт, каждый из которых имеет статус отдельного образования. Выборы проводятся раз в 4 года по мажоритарной системе. Северная Ирландия с 1973 года была разделена на 26 районов. Их права ограничены только обслуживающими функциями, как например уборка мусора, контроль за домашними животными и уход за парками. 13 марта 2008 года было принято решение создать 11 новых районов и заменить существующую систему. Следующие местные выборы были отменены до 2011 года для организации новой системы.

### Британские территории за пределами Соединённого Королевства

Четырнадцать Британских Заморских Территорий обозначены красным

Британия распространяет свой суверенитет на шестнадцать территорий, которые не входят в состав Соединённого Королевства: 13 Британских Заморских Территорий и три Коронных Земли. В 2024 г. Британская Территория в Индийском Океане, бывшая четырнадцатым заморским владением, была передана Маврикию.
Тринадцать заморских территорий: Ангилья (столица — Валли), Бермуды (столица — Гамильтон), Британская антарктическая территория (столица — Ротера), Британские Виргинские острова (столица — Род-Таун), Гибралтар (столица — Гибралтар), Каймановы острова (столица — Джорджтаун), Остров Монтсеррат (столица — Плимут), Острова Святой Елены, Вознесения и Тристан-да-Кунья (столица — Джеймстаун), Остров Питкэрн (столица — Адамстаун), Теркс и Кайкос (столица — Коберн-Таун), Фолклендские острова (столица — Стэнли), Южная Георгия и Южные Сандвичевы Острова (столица — Грютвикен) и Суверенные Военные Базы на Кипре (столица — Эпископи). Британские притязания в Антарктике не имеют всеобщего признания, наличие военных баз на Кипре оспаривается Республикой Кипр, а права на Фолклендские острова — Аргентиной. Вместе заморские территории занимают 1 727 527 км² (без Британской Антарктической территории — 18 127 км²), а их население составляет 260 000 чел. Эти территории — наследие Британской империи и самостоятельно сделали выбор сохранить британский суверенитет.
Коронные земли — владения Короны, в отличие от заморских территорий. Сюда входят Баллеи Нормандских островов Джерси и Гернси в проливе Ла-Манш и Остров Мэн в Ирландском море. Площадь всех трёх Коронных земель составляет 766 км², а население — 235 000 чел. Будучи самоуправляемыми юрисдикциями, они, также как и Заморские Территории, не входят в состав Соединённого Королевства или Европейского союза, хотя правительство Соединённого Королевства отвечает за внешнеполитические и оборонные вопросы, а британский парламент имеет право издавать законы от имени территорий. Право издания законодательных актов, касающихся острова, сосуществует с собственными законодательными ассамблеями территорий с согласия Тайного совета Короны. Главами правительств Коронных земель являются соответствующие Главные министры (в Мэне — с 1986 г., Гернси — с 2004, Джерси — с 2005).

## Население

Демографическая пирамида Великобритании

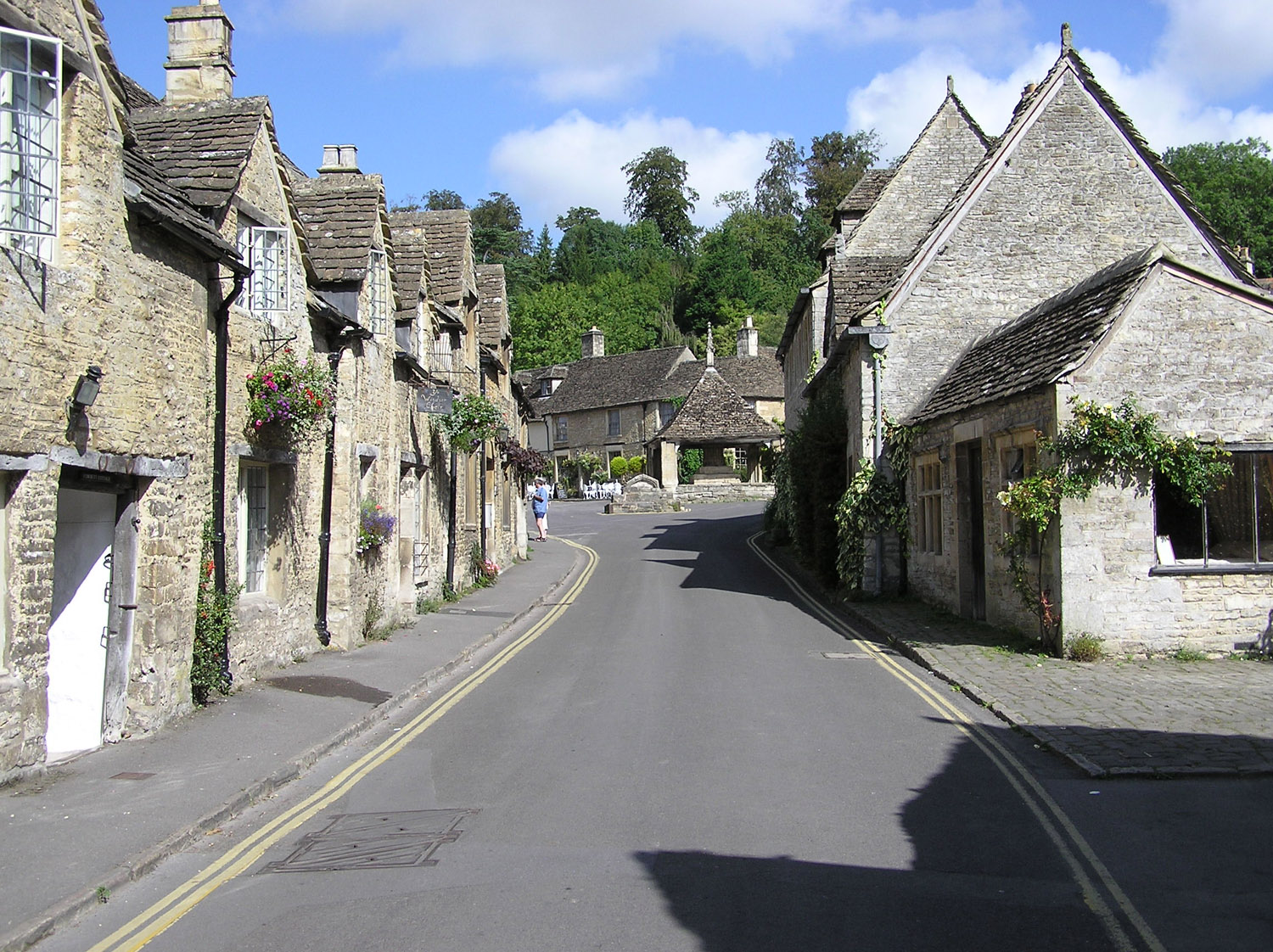
Деревня в Англии

| Год  | Численность населения (чел.) |
| ---- | ---------------------------- |
| 1900 | 35 405 900                   |
| 1949 | 50 300 000                   |
| 1959 | 51 900 000                   |
| 1976 | 55 900 000                   |
| 1998 | 59 100 000                   |
| 2004 | 59 834 900                   |
| 2005 | 60 441 457                   |
| 2007 | 60 776 238                   |
| 2009 | 61 634 783                   |
| 2011 | 63 182 178                   |

Перепись населения в Великобритании происходит одновременно во всех её частях каждые десять лет.
По переписи 2011 года общее население Великобритании составило 63 181 775 человек. По этому показателю страна занимает 3-е место в ЕС, 5-е — в Содружестве наций и 21-е — в мире. К середине 2011 года оно оценивается в 62 698 362. В 2008 году естественный прирост населения стал больше влиять на рост населения, чем миграция впервые с 1998 года.
С 2001 года по 2008 население росло со среднегодовым показателем в 0,5 %, что больше 0,3 % в период с 1991 года по 2001 и 0,2 % в предыдущее десятилетие. Опубликованные в 2008 году данные о населении в середине 2007 года свидетельствуют о том, что впервые в истории Великобритании было больше людей пенсионного возраста, чем детей до 16 лет.
По некоторым оценкам, число людей возрастом 100 лет и более вырастет до 626 000 к 2080 году.
Население Англии в середине 2008 года оценивалось в 51,44 миллиона, что делает её страной с одной из самых высоких плотностей населения в мире, имеющей 383 жителя на квадратный километр по данным на середину 2003, с особенной концентрацией в Лондоне и на юго-востоке.
Оценки середины 2008 предполагают население Шотландии в 5,17 миллиона, Уэльса — 2,99 миллиона, а Северной Ирландии — 1,78 миллион с гораздо более низким показателем населённости этих территорий. В процентном соотношении рост населения Северной Ирландии был самым высоким среди других регионов Великобритании во всех четырёх годах, предшествовавших 2008. К крупнейшим городам относятся Лондон, Бирмингем, Глазго, Ливерпуль, Лидс.
В 2008 году суммарный коэффициент рождаемости Великобритании составил 1,96 ребёнка на одну женщину.
Хотя рост показателя рождаемости и вносит свою лепту в рост населения, он остаётся сравнительно ниже пика «беби-бума» 1964 года в 2,95 ребёнка на одну женщину и ниже уровня воспроизводства в 2,1, но выше рекордно низкого показателя 2001 года в 1,63 ребёнка на одну женщину. Шотландия имеет самый низкий показатель в 1,8 ребёнка на одну женщину, в то время как Северная Ирландия имела этот показатель на уровне 2,11 в 2008 году.

### Этнические группы
| Расовые группы                                                             | Количество | % от общего* |
| -------------------------------------------------------------------------- | ---------- | ------------ |
| Белые                                                                      | 55 073 552 | 87,17        |
| Белые британцы / ирландцы                                                  | 52 841 963 | 83,6         |
| Азиаты или британские азиаты: всего                                        | 4 373 339  | 6,92         |
| Азиаты или британские азиаты: индийцы                                      | 1 451 862  | 2,30         |
| Азиаты или британские азиаты: пакистанцы                                   | 1 173 892  | 1,86         |
| Азиаты или британские азиаты: бангладешцы                                  | 451 529    | 0,71         |
| Азиаты или британские азиаты: китайцы                                      | 433 150    | 0,69         |
| Азиаты или британские азиаты: другие                                       | 861 815    | 1,36         |
| Чернокожие или британские чернокожие                                       | 1 904 684  | 3,01         |
| Смешанные                                                                  | 1 250 229  | 1,98         |
| Другие                                                                     | 580 374    | 0,92         |
| * Процент от всего населения Британии в соответствии с переписью 2011 года |            |              |

Исторически жители Великобритании считаются смешением различных этнических групп, селившихся на её территории до XI века: кельтов, римлян, англосаксов, викингов и норманнов. В 2006 году генетические исследования показали, что более 50 процентов английских генов содержат германские Y хромосомы, хотя другие генетические анализы свидетельствуют о том, что «примерно 75 % прослеживаемых предков современного британского населения прибыло на Британские острова примерно 6200 лет назад, в начале британского Неолита или Каменного века», а также британцы имеют во многом общих предков с басками.
Соединённое Королевство имеет историю малой не-белой иммиграции, Ливерпуль имеет самое старое темнокожее население в стране, уходящее своими корнями как минимум к 1730-м, а также самую старую китайскую общину, датирующуюся первым прибытием китайских моряков в XIX веке.
В 1950 году в Великобритании проживало менее 20 000 небелых, почти все из которых родились за рубежом.
С 1945 года постоянная иммиграция из Африки, Карибских островов и Южной Азии, что было наследством связей, установленных Британской империей. Миграция из новых членов ЕС в Центральной и Восточной Европы с 2004 года привело к быстрому росту общин из этих стран, однако к 2008 году этот тренд стал разворачиваться, поскольку многие мигранты стали возвращаться домой.
Расовый состав варьируется в разных частях страны. 30,4 % лондонского населения и 37,4 % лестерского в 2005 году составляли небелые, в то время как менее 5 % населения Северо-Восточной Англии, Уэльса и Юго-Западной Англии были этнические меньшинства по итогам переписи 2001 года.

### Языки

#### Германские языки

Англоговорящий мир. Страны с большинством населения, для которого английский является родным, окрашены в тёмно-синий, страны, где он официальный, но не язык большинства — окрашены в светло-синий. Английский также является одним из официальных языков Европейского союза и ООН

Официальный язык Великобритании — английский (де-факто) — западногерманский язык, развившийся из древнеанглийского и в ходе своего развития усвоивший множество заимствований из древнескандинавского, нормандского, французского и латинского языков. Английский язык распространился по всему миру во многом благодаря Британской империи и стал международным языком бизнеса и самым популярным вторым изучаемым языком. Предполагалось, что после выхода из ЕС английский язык потеряет статус одного из 24-х официальных языков ЕС.
Шотландский язык (германский), развившийся из раннего северного среднеанглийского, заметен на европейском уровне, как и его диалект в северных графствах Ирландии — ольстерско-шотландский язык.
В Соединённом Королевстве в целом школьники обязаны учить второй язык до определённого момента: до 14 лет в Англии, и до 16 — в Шотландии. Французский и немецкий языки — два наиболее изучаемых вторых языка в этих двух регионах.

#### Кельтские языки
Ещё четыре кельтских языка используются в Великобритании: валлийский, ирландский, шотландский (гаэльский) и корнский.
Во время переписи 2001 года около 21 % населения Уэльса сказали, что они могут разговаривать на валлийском, что больше 18 % в переписи 1991 года. Ещё около 200 000 человек человек, живущих в Англии, также говорят на валлийском.
Перепись 2001 года в Северной Ирландии показала, что 167 487 (10,4 %) людей «имели некоторое знание ирландского», почти все — из католического или националистического населения. Более 92 000 человек в Шотландии (чуть менее 2 %) имели некоторые знания шотландского кельтского, включая 72 % жителей Внешних Гебрид. Количество школьников, которым преподают валлийский, шотландский кельтский или ирландский языки также растёт.
Валлийский и шотландский кельтский языки также используются небольшими группами людей в мире за пределами Великобритании — например, на шотландском кельтском разговаривает некоторые количество жителей Новой Шотландии и Канады (особенно на острове Кейп-Бретон), а некоторое количество жителей аргентинской провинции Чубут (Патагония) разговаривает на валлийском.
В Уэльсе школьникам до 16 лет либо преподают на валлийском, либо учат валлийскому как второму языку.

### Социальные классы
Социальная структура Великобритании исторически образовалась под влиянием концепта социального класса, который оказывает своё влияние на британское общество и в настоящее время. Британское общество до наступления Промышленного переворота, как и общества европейских соседей Великобритании и большая часть обществ мировой истории, было феодальным и делилось на группы по иерархическому принципу, основанные на наследственной передаче рода занятий, социального статуса и политического влияния. После начала индустриализации эта система стала постоянно пересматриваться, и теперь формирование личности зависит не только от происхождения, но и от многих других факторов (в том числе образования). Хотя определения социального класса в Великобритании варьируются и являются часто достаточно субъективными, многие из них зависят от таких факторов, как благосостояние, род занятий и образование. До вступления в силу Акта о пожизненном пэрстве 1958 года парламент Великобритании был организован по классовому принципу: Палата лордов состояла только из наследных представителей высшего класса, а Палата общин — из всех остальных. Британский монарх, как правило, находится на вершине всего классового общества.
Британское общество значительно преобразовалось с момента окончания Второй мировой войны, а именно в плане расширения возможностей для получения высшего образования и владения имуществом, сдвига в сторону ориентированной на услуги национальной экономики, миграции масс, расширения роли женщин в обществе и сдвига культуры в сторону индивидуализма. При этом утверждения о том, что в Великобритании сформировалось бесклассовое общество, достаточно часто воспринимаются со скептицизмом. Исследования показывают, что на социальный статус в Великобритании влияет социальный класс. Крупнейшим исследовательским опросом по социальному расслоению в Великобритании является так называемый Великобританский классовый опрос.

### Религия

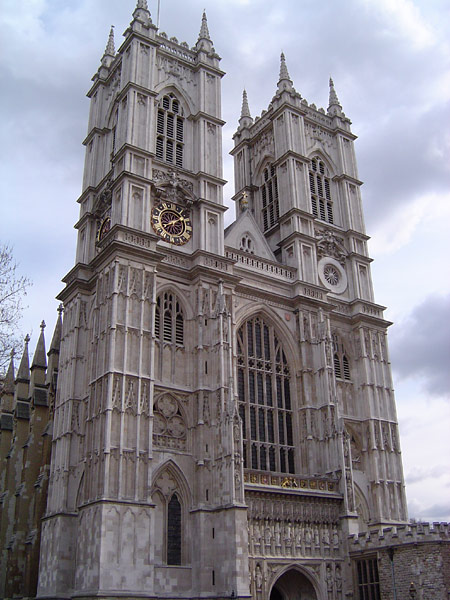
Вестминстерское аббатство — место коронования британских монархов — Верховных Правителей Церкви Англии

Основные религии: христианство, самая распространённая религия (42 079 000) — 71,6 %, ислам (1 591 000) — 2,7 %, индуизм (559 000) — 1 %, сикхизм (336 000) — 0,6 %, иудаизм (267 000) — 0,5 %, буддизм (152 000) — 0,3 %, другие религии (179 000) — 0,3 %, атеисты (9 104 000) — 15,5 %, воздержались от ответа (4 289 000) — 7,3 %.
На территории Англии существует церковь с государственным статусом — Церковь Англии, светский глава которой — британский монарх. Церковь Англии — одна из поместных церквей, входящих в Англиканское сообщество, имеющее своим духовным лидером Архиепископа Кентерберийского.
Самыми крупными христианскими конфессиями в Великобритании являются англикане (более 25 млн), католики (5,6 млн), пресвитериане (более 1 млн). Самую быстрорастущую конфессию страны представляют пятидесятники (ок. 1 млн).
Согласно исследованиям, Соединённое Королевство — страна с преимущественно секулярным населением: только 38 % людей заявляют о своей вере в Бога («a God»), хотя, по данным Церкви Англии на 2005 год, «72 % населения Англии указали свою религиозную принадлежность как христианскую».
Согласно опубликованному в апреле 2008 года исследованию, проведённому христианским благотворительным фондом Joseph Rowntree Foundation, «преобладающим мнением» является взгляд на религию как на «социальное зло». Такие же результаты были получены в результате других аналогичных исследований.

## История

### До 1707 года

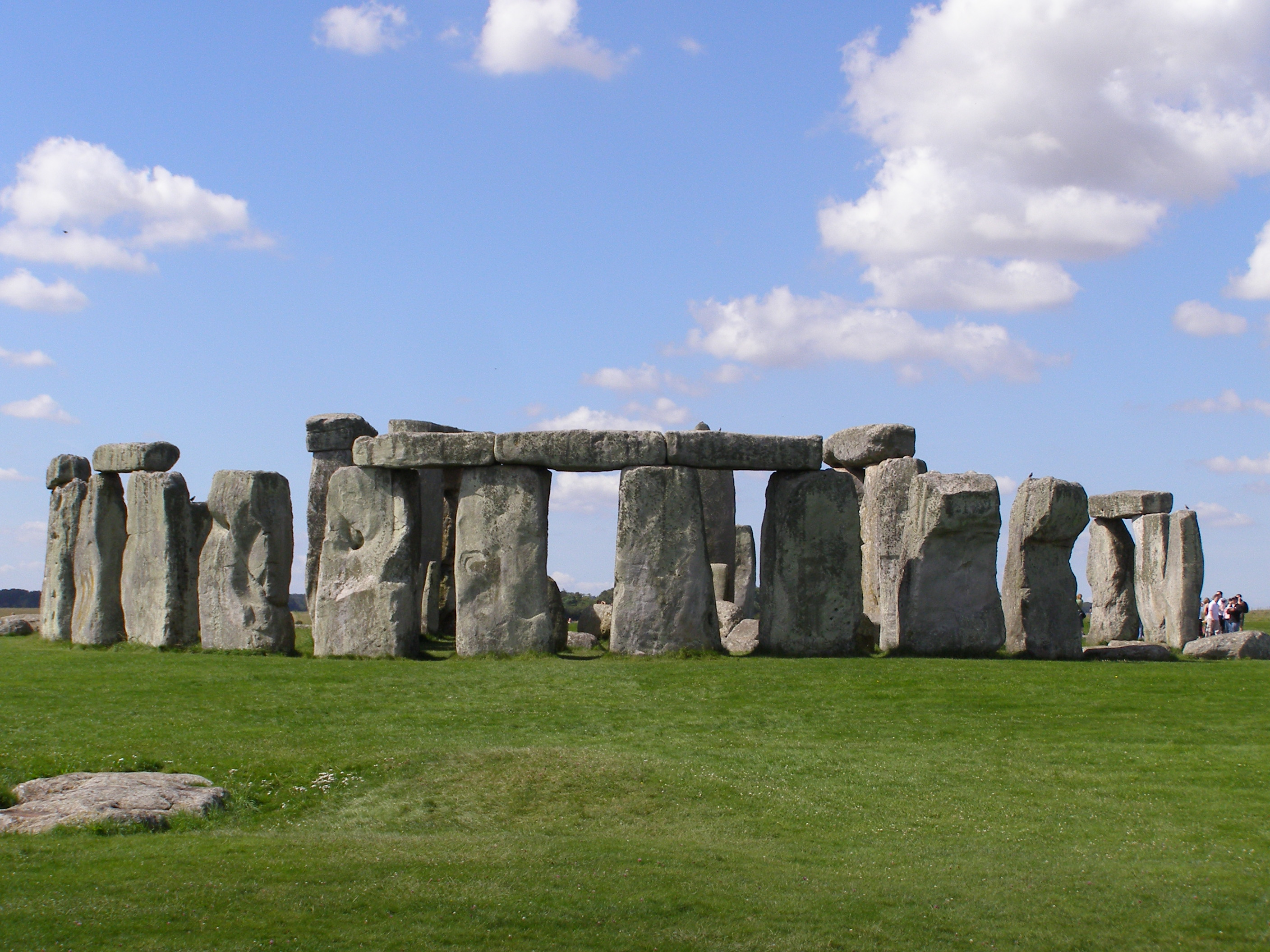
Стоунхендж в Уилтшире был построен в примерно 2500 году до н. э.

Заселение современными людьми территорий, вошедших позднее в Великобританию, началось примерно 30 000 лет лет назад и происходило волнами.
Считается, что к концу доисторического периода население в основном принадлежало к культуре Островных кельтов, включавших в себя бриттов острова Британия и гэлов острова Ирландия.
Римское завоевание Британии, начавшееся в 43 году н. э., привело к 400-летнему правлению Рима над южной частью Британии, за которым последовало вторжение германских англосаксонских поселенцев, что привело к ассимиляции с кельтами. При этом некоторые племена кельтских бриттов обосновались на территории нынешнего Уэльса.
Территории, заселённые англосаксами и кельтами объединились в Королевство Англия в X веке,
тогда как гэлы северо-западной Британии (предположительно, мигрировавшие из северо-западной Ирландии в V веке)
объединились с пиктами и образовали в IX веке Шотландское королевство.

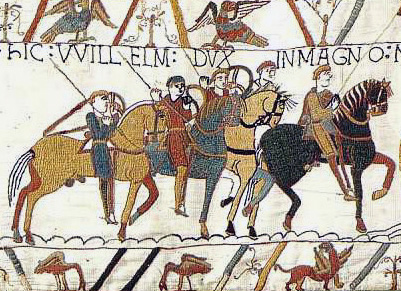
Ковёр из Байё изображает Битву при Гастингсе и событие, привёдшие к ней

В 1066 году нормандцы вторглись в Англию, а после её завоевания захватили большую часть Уэльса и Ирландии и получили приглашение к поселению в Шотландии. Они принесли во все эти страны феодализм северо-французского образца и нормандско-французскую культуру.
Нормандская элита сильно повлияла на все местные культуры, но в итоге ассимилировалась с ними.
Последующие короли Англии завершили завоевание Уэльса и неудачно попытались аннексировать Шотландию. После этого Шотландия поддерживала свою независимость, несмотря на практически постоянные конфликты с Англией. Наследование значительных территорий Франции и претензии на французский трон непрестанно вовлекали английских монархов в конфликты с Францией, наиболее значительным из которых явилась Столетняя война.
В 1536 году парламент Англии в одностороннем порядке формально аннексировал Уэльс, а Ирландия с 1542 года (Crown of Ireland Act 1542) оказалась в личной унии с Английской короной. На территориях, которые впоследствии стали Северной Ирландией, земли независимого католического гэльского дворянства были конфискованы и розданы протестантским поселенцам из Англии и Шотландии.
В XVI веке в странах, составляющих Великобританию, прошли процессы Реформации, что привело к учреждению протестантских государственных религий в каждой из стран, в частности в Англии (Реформация в Англии) и Шотландии (Реформация в Шотландии).
В 1603 году королевства Англии, Шотландии и Ирландии были объединены в порядке личной унии, когда король Шотландии Яков VI унаследовал короны Англии и Ирландии и перевёл свой двор из Эдинбурга в Лондон. Тем не менее каждая страна сохранила отдельную политическую идентичность и свои собственные политические институты.
В середине XVII века все три королевства были вовлечены в серию военных конфликтов (включая гражданскую войну), которые привели к временному низвержению монархии в 1649 году и недолговременному учреждению унитарного государства Английская республика. Хотя монархия в 1660 году была восстановлена, вследствие Славной революции 1688 года стало ясно, что, в отличие от остальной Европы, абсолютная монархия не имеет будущего. Политическое устройство государства сложилось на основе конституционной монархии и парламентарной системой. Во время этого периода, особенно в Англии, развитие морской мощи (и интерес к географическим открытиям) привёл к присоединению и заселению заморских колоний, в основном в Северной Америке.

### После Акта об Унии 1707 года

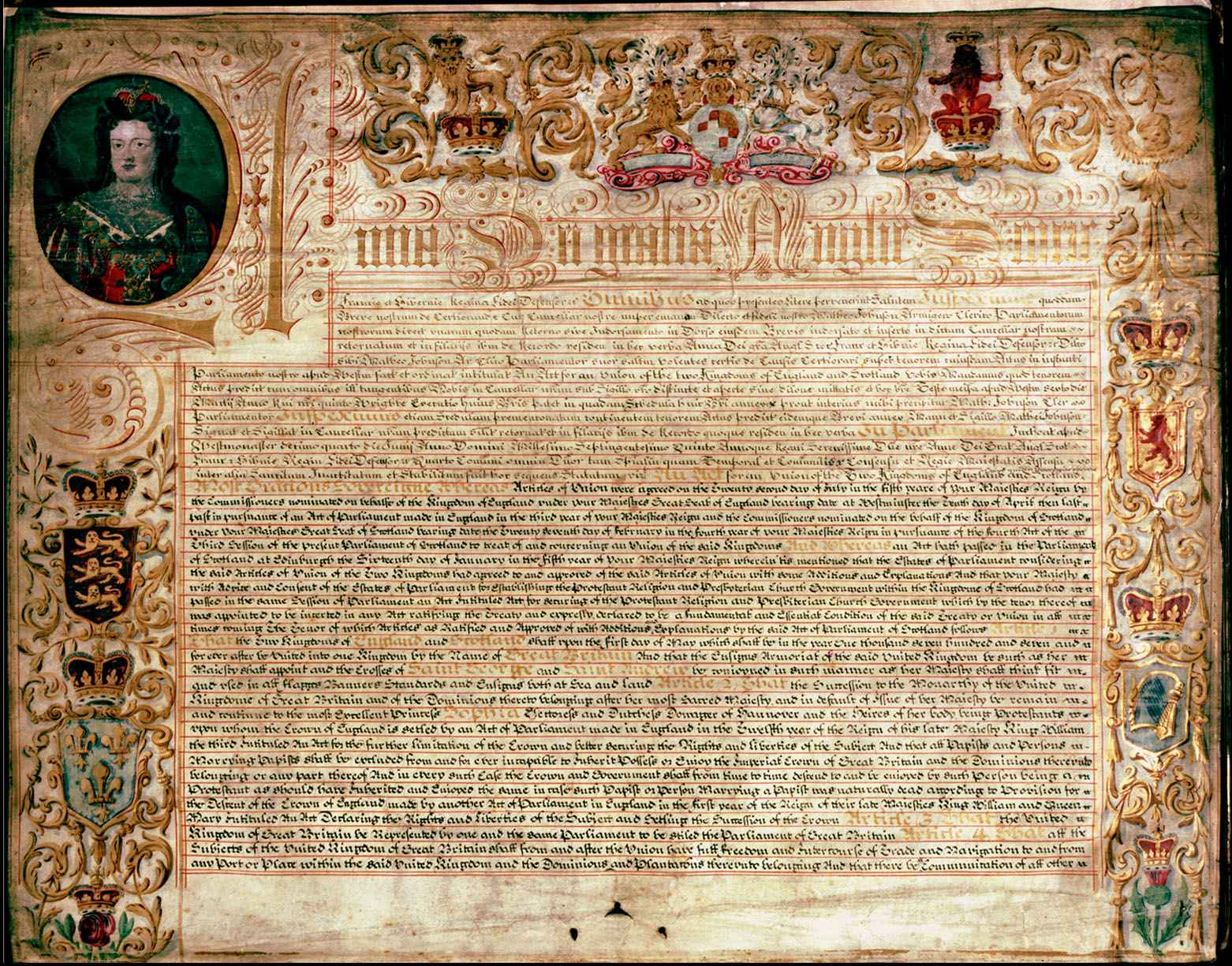
Договор об Унии привёл к единому объединённому королевству, собравшему всю Великобританию

1 мая 1707 года появилось Королевство Великобритания, созданное политической унией королевств Англии и Шотландии в соответствии с Договором об Унии 1706 года, который был согласован в предыдущем году и ратифицирован Английским и Шотландским парламентами.
В XVIII веке страна играла важную роль в развитии Западных идей парламентаризма, а также внесла вклад в литературу, искусство и науку. Ведомая Британией промышленная революция изменила страну и обеспечила рост Британской Империи. В это время Британия, как и другие великие державы была вовлечена в колониальное развитие, включая работорговлю, хотя после принятия Акта о Работорговле в 1807 году Соединённое Королевство заняло лидирующую роль в борьбе с ней. Британия была в первую очередь сосредоточена на колониях в Северной Америке. После их потери вследствие войны за независимость США, имперские амбиции обратились на другие части планеты, в частности на Индию.
В 1800 году парламенты Великобритании и Ирландии приняли Акт об унии, объединив два королевства и создав Соединённое королевство Великобритании и Ирландии, появившееся 1 января 1801 года.

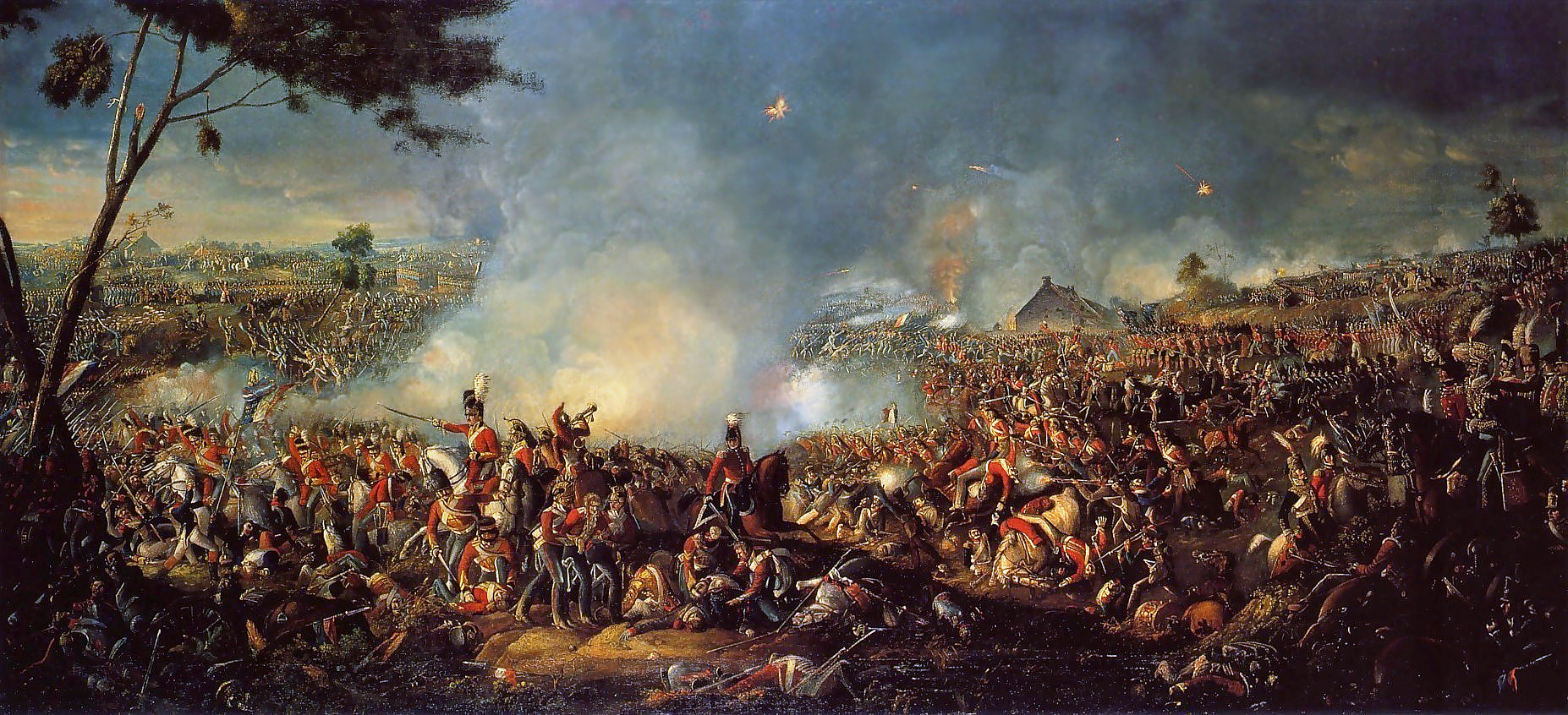
Битва при Ватерлоо обозначила конец Наполеоновских войн и начало Pax Britannica

После поражения Франции в Революционных и Наполеоновских войнах (1792—1815) Великобритания оказалась главной морской и экономической державой (с Лондоном — крупнейшим городом в мире примерно с 1830 по 1930 год) и оставалась сверхдержавой до середины XX века. Не имея конкуренции на море, Британия приняла на себя роль мирового арбитра, положение дел, позднее известное как «Pax Britannica». Это также был период быстрого экономического, колониального и промышленного роста. Англию метафорически именовали «мастерской мира»; Британская Империя присоединила Индию, значительные владения в Африке и другие территории по всему миру. Помимо формального контроля, который она устанавливала над своими колониями, доминирование Британии в мировой торговле означало и фактический экономический контроль над многими странами, как например Китай, Аргентина и Сиам. На внутреннем же рынке произошёл переход к политике свободной торговли и laissez-faire и значительному расширению торговли. В стране наблюдался быстрый рост населения в течение века, сопровождаемый быстрой урбанизацией, что привело к значительным социальным и экономическим потрясениям. К концу века другие государства стали составлять конкуренцию Британии в индустриальном доминировании.

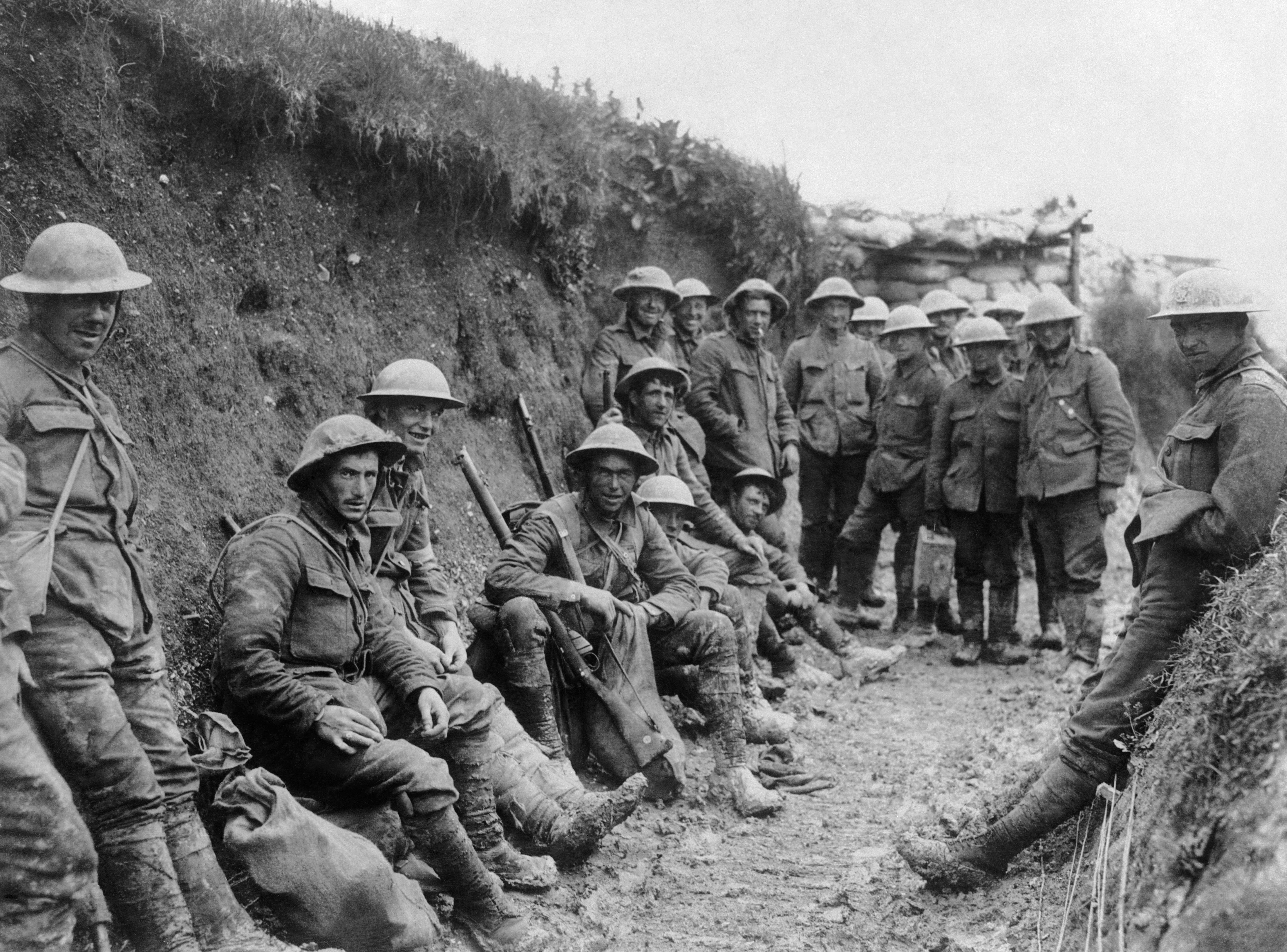
Пехота Королевских ирландских стрелков во время Битвы на Сомме. Более 885000 британских солдат потеряли жизнь на полях сражений Первой мировой войны

Британия, наравне с Россией, Францией и США (с 1917 года), была одной из основных держав, ведущих войну против Германской империи и её союзников в Первой мировой войне (1914—1918). Военные силы Британии превысили 5 миллионов человек, собранные со всей империи и некоторых регионов Европы, и играли одну из основных ролей на Западном фронте. Нация имела примерно 2,5 миллиона раненых и закончила войну с огромным суверенным долгом. После войны Великобритания получила мандат Лиги Наций на бывшие германские и османские колонии, благодаря чему Британская империя разрослась до своих самых больших размеров, покрывавших одну пятую часть земли, где проживала четверть мирового населения. Однако рост ирландского национализма и споры внутри Ирландии по поводу условий Гомруля привели к фактическому разделению острова в 1921 году, с независимым Ирландским Свободным государством и Северной Ирландией, оставшейся частью Великобритании.
Великая депрессия (1929—1932) наступила, когда Соединённое Королевство было ещё далеко от восстановления от последствий войны, и повлекла волнения, включая политические и социальные беспорядки.

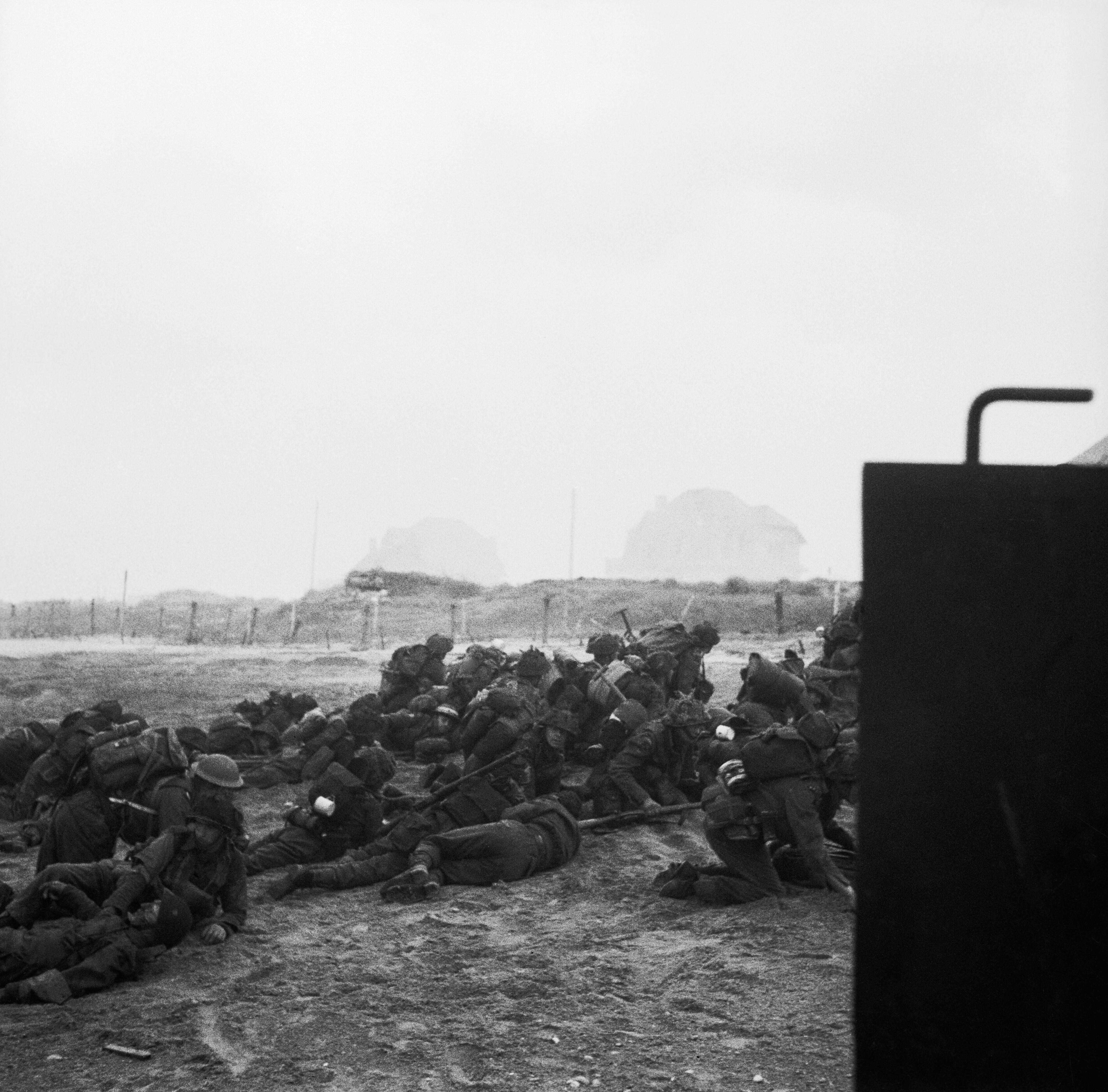
Британские солдаты высаживаются в Нормандии. Великобритания потеряла во Второй мировой войне 450000 человек

Британия, вместе с Францией и своими колониями, объявила войну Германии 3 сентября 1939 года, что превращало начавшийся ранее польско-германский конфликт в глобальную войну; была одним из трёх главных союзников во Второй мировой войне против стран «оси». После поражений своих европейских союзников, Великобритания продолжила борьбу с Германией, в частности в Битве за Британию и Битве за Атлантику. В ходе войны и после победы над Германией, Соединённое Королевство было одной из трёх держав, участвовавших в серии конференций по послевоенному устройству мира: Тегеранская конференция (1943), Ялтинская конференция (февраль 1945), Потсдамская конференция (лето 1945). Война оставила страну в тяжёлом финансовом положении и с огромной задолженностью перед США, которые с 1948 года начали программу помощи Европе, известную как план Маршалла. Британия выплатила последнюю сумму военного долга Америке лишь к концу 2006 года.

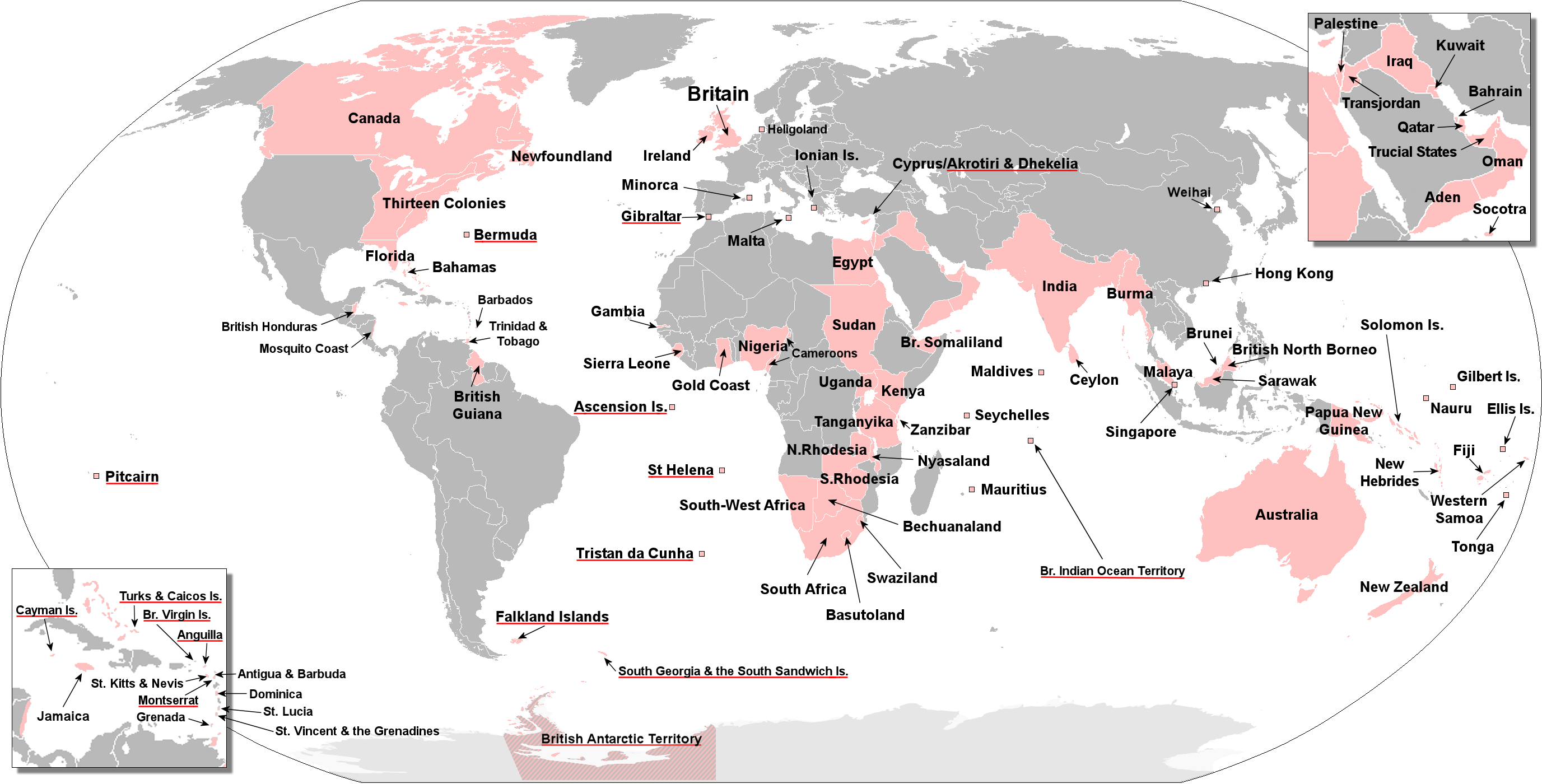
Территории, которые были частью Британской империи. Современные Британские заморские территории подчёркнуты красным

Лейбористское правительство в послевоенные годы инициировало радикальную программу преобразований, оказавшую влияние на британское общество в последующие десятилетия. Внутри страны многие отрасли и обслуживающие компании были национализированы, была создана система государственного соцобеспечения и общественно финансируемая система здравоохранения. В ответ на рост местного национализма, упадок британской экономики и требования правительства США дать независимость колониям началась деколонизация с объявлением независимости Индии и Пакистана в 1947 году. В течение нескольких последующих десятилетий большинство территорий Империи получили независимость и стали суверенными членами Содружества наций.

### После Второй мировой войны
После Второй мировой войны Британия потеряла контроль над большинством бывших колоний, но получила место одного из пяти постоянных членов Совета Безопасности ООН, а через 7 лет стала третьей страной ядерного клуба (первое испытание атомной бомбы в 1952 году), самостоятельно разработав атомное оружие после отказа в 1945 году правительства США предоставить Британии результаты совместных исследований в ядерной области в соответствии с прежними договорённостями.
После Суэцкого кризиса 1956 года, который явился для Британии болезненным геополитическим поражением, вызванным прежде всего прямым ультиматумом со стороны США, страна окончательно перестала играть самостоятельную роль в международных отношениях как великая держава и с тех пор неукоснительно следует внешнеполитической линии США.
Международная распространённость английского языка обеспечила дальнейшее международное влияние британской литературы и культуры, а с 1960-х и поп-культура стала оказывать влияние за границей.
Ввиду нехватки рабочей силы в 1950-х британское правительство стало стимулировать иммиграцию из стран Содружества, таким образом трансформируя Британию в мульти-этническое общество. В 1973 году Соединённое Королевство присоединилось к Европейскому экономическому сообществу. С конца 1960-х до Белфастского соглашения в 1998 году в Северной Ирландии имел место конфликт между радикальными группировками протестантского большинства и католического меньшинства, также вовлекавший полицию и британские вооружённые силы.
Вслед за периодом всемирного экономического замедления и отставания в экономическом состязании в 1970-х, консервативное правительство в 1980-х начало радикальную политику дерегуляции, в частности финансового сектора и рынка труда, провело приватизацию государственных компаний и отмену субсидий оставшихся. При поддержке с 1984 года финансовых доходов от нефти в Северном море Великобритания испытала период большого экономического роста. К концу XX века произошли большие изменения в управлении страны с установлением деволюционированной национальной администрации в Северной Ирландии, Шотландии и Уэльсе вслед за пред-законными референдумами и введением законов, соответствующих Европейской конвенции о защите прав человека. Большие противоречия внутри страны вызвали зарубежные военные операции Британии в первом десятилетии XXI века, особенно вторжение в Ирак и Афганская кампания. В 2013 году в стране были легализованы однополые браки.
Вступление Британии в 1973 году в Европейское экономическое сообщество (с 1993 года Европейский союз) подвело черту под историей страны как колониальной метрополии, а передача в 1997 году Гонконга под суверенитет КНР лишила её последнего значительного колониального владения. 23 июня 2016 года в стране прошло голосование о членстве в Европейском союзе. За выход проголосовали 51,9 % пришедших на референдум (37 % всех избирателей), причём населения Шотландии, Северной Ирландии и Лондона проголосовали против выхода из ЕС. 24 июня 2016 года премьер-министр Дэвид Кэмерон, выступавший за сохранение членства в ЕС, заявил о досрочной отставке. 13 июля 2016 года премьер-министром была назначена Тереза Мэй, возглавившая Консервативную партию двумя днями ранее. 29 марта 2017 года председатель Европейского Совета Дональд Туск получил письмо от Терезы Мэй, уведомляющее о выходе Соединённого Королевства из ЕС.
Ожидалось, что государство покинет Европейский союз 29 марта 2019 года в 23:00 по Гринвичу. Однако, в результате жёстких разногласий между позициями всех партий в Парламенте, а также в Правительстве Великобритании, дата выхода была поправкой к закону перенесена на 12 апреля или на 22 мая 2019 года. 29 марта Палата общин в третий раз отклонила проект соглашения по выходу из Евросоюза, вынесенный на обсуждение правительством Терезы Мэй, таким образом, ввергнув страну в затяжной политический кризис.
Великобритания покинула Европейский союз 31 января 2020 года в 23:00 по Лондону.

## Государственное устройство

### Общие принципы, монарх и парламент
Великобритания — квази-унитарное государство с парламентской монархией. Король Карл III из династии Виндзоров — правящий монарх Соединённого Королевства, а также правящий монарх четырнадцати иных независимых государств Содружества наций. Сложилось ошибочное мнение, что британский монарх имеет скорее символическую, нежели политическую роль, обладая, по словам Уолтера Бэджета, по отношению к правительству «правом получать советы, правом побуждать и правом предупреждать»; однако монарх, будучи главой государства (олицетворением института Короны), возглавляет все три ветви власти, имеет право роспуска парламента, назначает министров, а также, как верховный главнокомандующий, имеет право объявлять войну другим странам.
Великобритания не имеет конституции как единого документа. Конституция Великобритании состоит, в основном, из собрания различных письменных источников, включая статуты, судебных прецедентов и международных договоров, наравне с конституционными обычаями.
Парламент в Лондоне считается верховным (принято говорить о «парламентском суверенитете») законодательным органом всего Королевства, в то время как делегированный парламент Шотландии, а также ассамблеи Северной Ирландии и Уэльса принимают законы исключительно в рамках делегированных полномочий и в границах своих юрисдикций. Поскольку нет никакой технической разницы между обычными статутами и «конституционным правом», британский парламент может провести «конституционную реформу» просто приняв очередной закон, и, таким образом, имеет возможность изменить или отменить практически любой письменный или неписаный элемент конституции. Однако, в соответствии с конституционной доктриной «парламентского суверенитета» ни один парламент не сможет принять закон, который следующий созыв не смог бы изменить. Британский парламент в теории может упразднить законодательные органы автономий, но на практике такое было бы политически весьма затруднительно ввиду того, что они были созданы на основе результатов референдумов, а в случае Северной Ирландии деволюция также базируется на международном договоре (Белфастское соглашение 1998 г.)

### Правительство
Соединённое Королевство имеет парламентарное правительство, основанное на вестминстерской системе, которую также используют в ряде бывших колоний Британской империи. Парламент Великобритании, заседающий в Вестминстерском дворце, имеет две палаты: выборная Палата общин и назначаемая Палата лордов. Любой принятый документ требует Королевской санкции, чтобы стать законом.
На пост премьер-министра, главы правительства Великобритании, согласно обычаю, монархом назначается член парламента, который сможет получить поддержку большинства в Палате Общин и таким образом сформировать правительство, с начала XX века он — всегда член Палаты Общин, лидер политической партии большинства в палате. Министры, составляющие Правительство Его Величества, также назначаются монархом, однако премьер-министр сам собирает Кабинет министров и по традиции монарх уважает выбор премьер-министра.

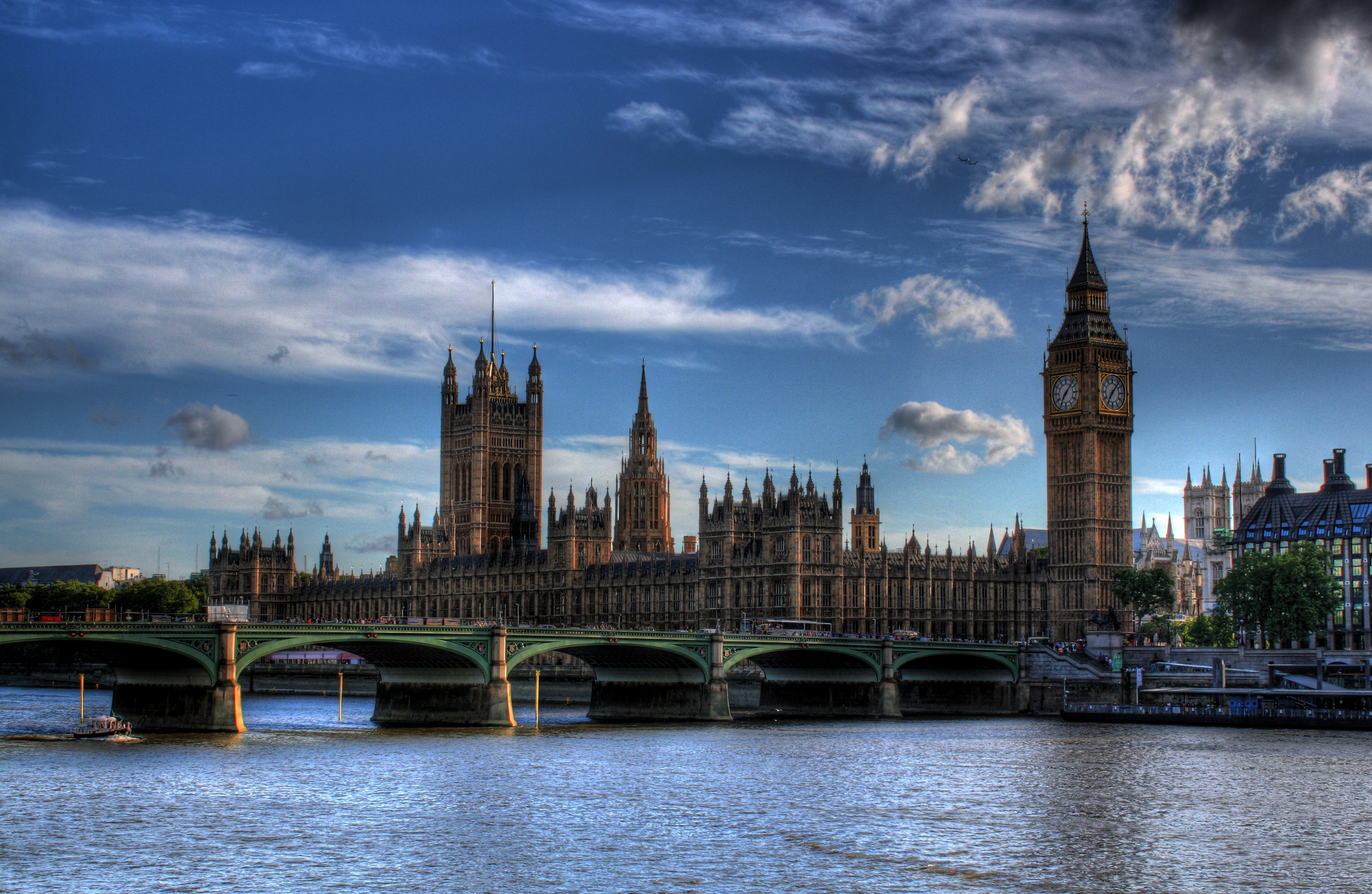
Вестминстерский дворец, место заседаний обеих палат парламента Великобритании

Кабинет министров Великобритании обычно выбирается из членов партии премьер-министра в обеих палатах парламента, но в основном из Палаты Общин, перед которой он ответствен. Исполнительная власть осуществляется премьер-министром и кабинетом, которые все приносят присягу Тайному совету Великобритании. Для целей выборов в Палату Общин Великобритания поделена на 650 избирательных округов где каждый отдельный член парламента выбирается обычным большинством. Общие выборы объявляются монархом тогда, когда ему советует это сделать премьер-министр. Парламентские акты 1911 и 1949 годов требуют, чтобы новые выборы были объявлены не позднее, чем спустя пять лет с предыдущих.
Четырьмя основными партиями Великобритании являются Консервативная партия, Лейбористская партия, Шотландская национальная партия и Либеральные демократы. Во время последних всеобщих выборов (2017 г.) эти четыре партии получили 627 мест из 650 возможных в Палате Общин. Большинство остальных мест были получены меньшими партиями, которые участвовали в выборах только той или иной части Соединённого королевства: Партия Уэльса (только Уэльс) и Демократическая юнионистская партия, Социал-демократическая и лейбористская партия, Ольстерская юнионистская партия и Шинн Фейн (все — только в Северной Ирландии, хотя Шинн Фейн также участвует в выборах в Республике Ирландия). В соответствии с политикой партии ни один член парламента из партии Шинн Фейн никогда не присутствовал в Палате Общин для представления интересов своего избирательного округа, поскольку члены парламента обязаны принести присягу монарху, что идёт вразрез с политикой партии. Нынешние семь членов от Шинн Фейн с 2002 года пользовались своими офисами и другими возможностями в Вестминстере. До выхода из Европейского союза Британия имела 73 депутата в Европейском парламенте, которые избирались в 12 многомандатных округах.

### Политические партии

#### Левые
- Зелёная партия Англии и Уэльса — левая экологистская партия
- Шотландская партия зелёных
- Respect — левосоциалистическая антивоенная коалиция, затем партия
- Социалистическая рабочая партия — троцкистская организация

#### Левоцентристы
- Лейбористская партия — социал-демократическая партия, провозгласившая идеологию «Третьего пути»
- Шотландская национальная партия — левоцентристская политическая партия Шотландии, выступающая за выход страны из Соединённого королевства

#### Центристы
- «Либеральные демократы» — социал-либеральная партия

#### Правоцентристы
- Консервативная партия — консервативная, евроскептическая партия

#### Правые
- Партия независимости Соединённого Королевства — евроскептическая партия
- Британская национальная партия — неофашистская партия

### Профсоюзы
Крупнейший профцентр — Британский конгресс тред-юнионов (British Trades Union Congress), объединяющий более 6 миллионов наёмных работников.

### Органы власти в автономиях
Шотландия, Уэльс, Северная Ирландия с 1990-х годов имеют свои собственные органы исполнительной власти, возглавляемые Первым Министром и деволюционную однопалатную законодательную власть. Англия, крупнейшая часть Великобритании, не имеет ни исполнительной, ни законодательной власти и управляется напрямую Британским правительством и парламентом по всем вопросам. Эта ситуация создала так называемую «проблему Западного Лотиана», связанную с тем, что депутаты из Шотландии, Уэльса и Северной Ирландии могут голосовать, и иногда играть определяющую роль, по касающимся сугубо Англии вопросам, аналогичные которым в других регионах решаются исключительно местными законодателями. Тем не менее уже в 2015 году премьер-министр Дэвид Камерон добился принятия новой парламентской процедуры (EVEL — English Votes for English Laws), нейтрализующей данный законодательный дисбаланс в пользу Англии. Межбюджетные отношения различных территориально-административных частей Великобритании строятся на основе т. н. Формулы Барнетта, используемой Казначейством для распределения объёмов общественно-государственных расходов с начала 1970-х годов.

#### Шотландия

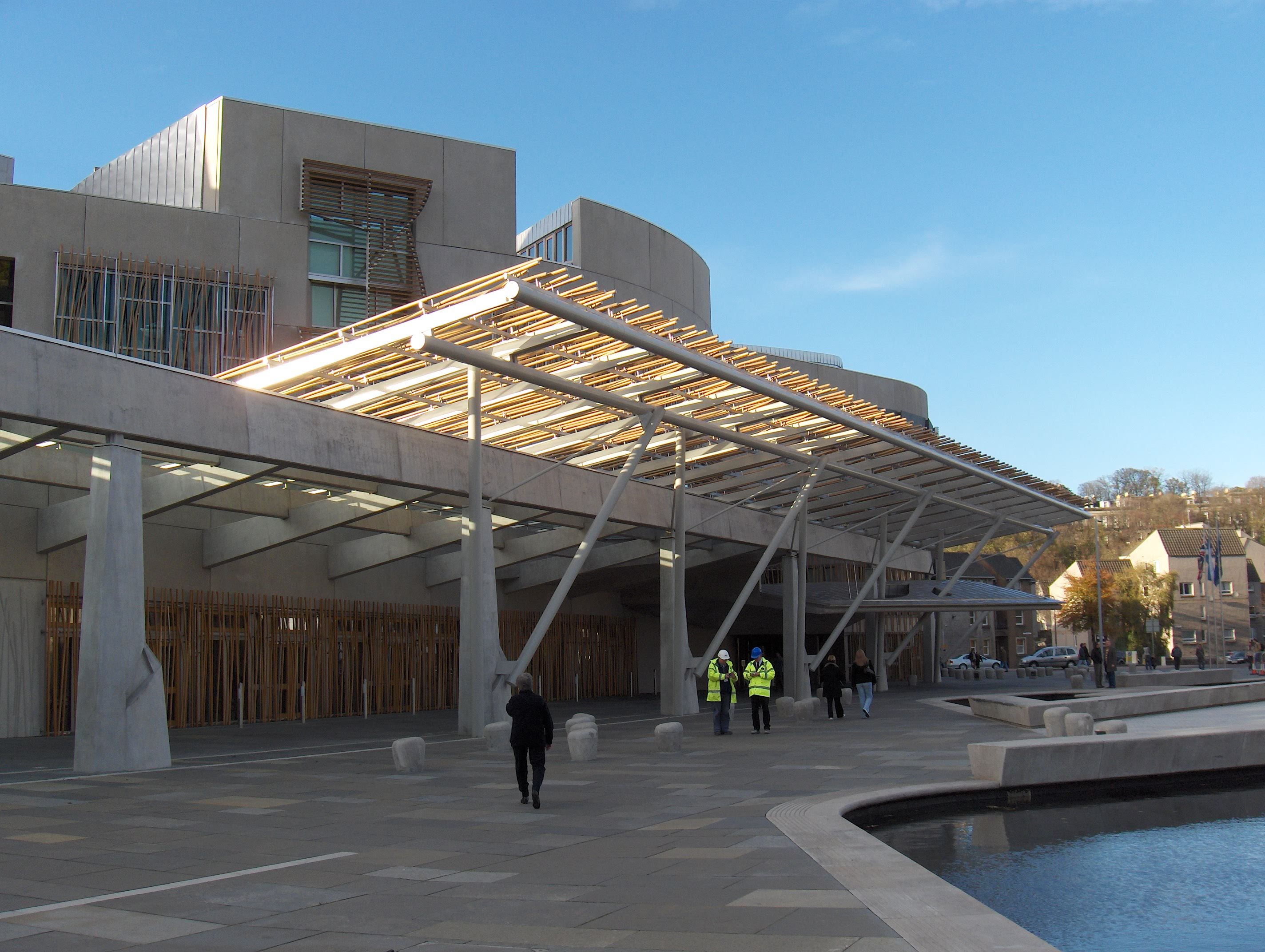
Здание Парламента Шотландии в Эдинбурге

Шотландские правительство и парламент обладают широкими полномочиями по всем вопросам, не относящихся к исключительной компетенции Британского парламента, включая образование, здравоохранение, законы Шотландии, транспорт, местное налогообложение, судебную систему, правоохранительные органы и местное самоуправление. После победы на выборах 2007 года, Шотландская национальная партия, выступающая за независимость, впервые сформировала шотландское правительство и по сей день удерживает власть во всех последующих администрациях. Последовательная политика автономизации, а также неспособность Лондона поддерживать курс на федерализм в стране, создали предпосылки для проведения первого, неудачного референдума о независимости в 2014 году, а также требовать повторного референдума от правительства Великобритании по результатам выхода Соединённого королевства из ЕС. Юнионистские партии ответили созданием нескольких комиссий по Шотландской деволюции, которые в 2009 и 2015 гг., соответственно, подготовили рекомендации по делегированию дополнительной власти, включая контроль за половиной собираемых в Шотландии налогов, полномочия по государственным займам и т. п.

#### Уэльс

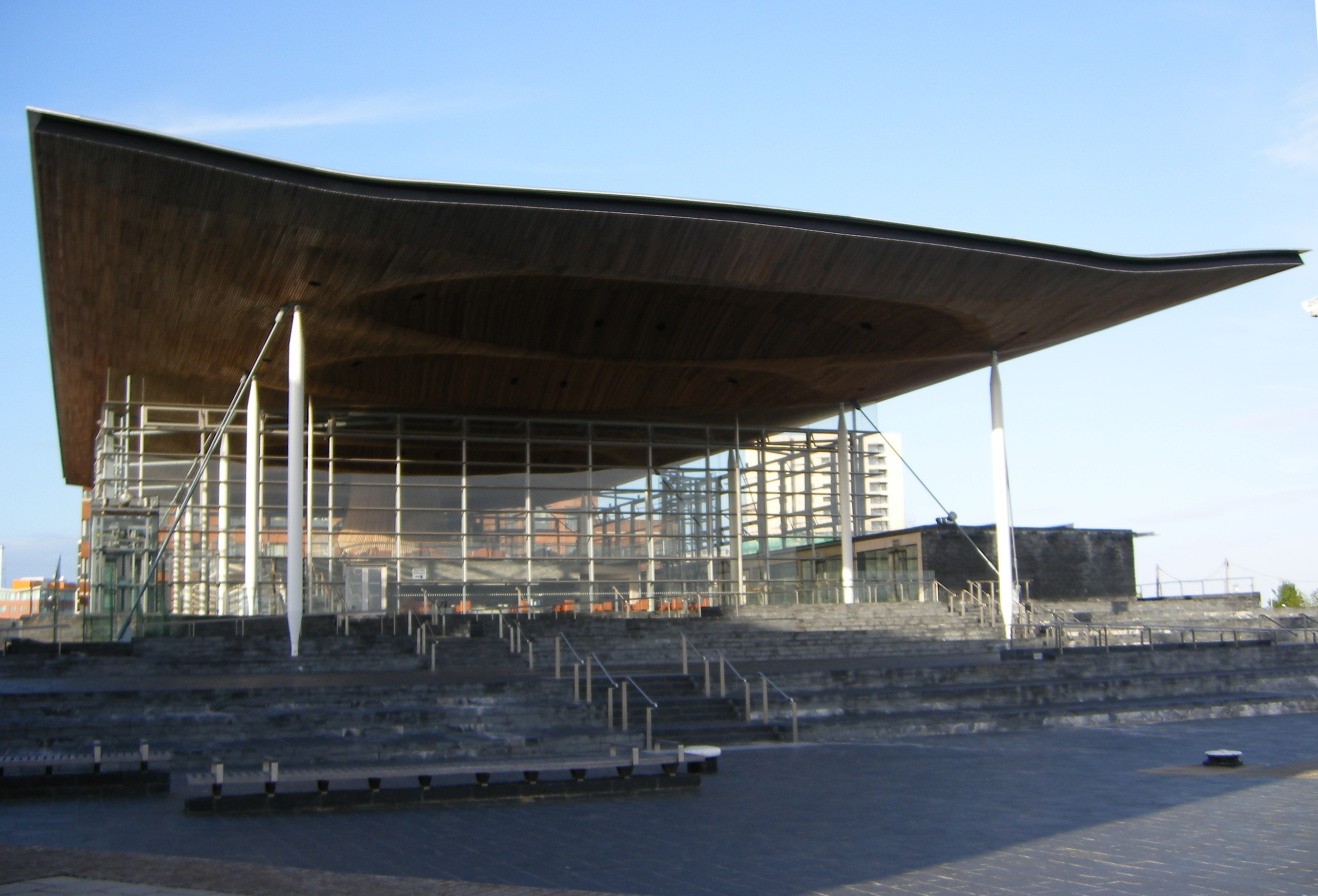
Здание Национальной ассамблеи Уэльса, Кардифф

Правительство Уэльса и Национальная ассамблея Уэльса обладают менее широкими полномочиями, нежели чем шотландские органы власти. Изначально, после принятия Акта об Управлении Уэльсом в 2006 году, ассамблея могла принимать местные законы только после получения одобрения Вестминстера по каждому конкретному закону, однако с мая 2011 года Ассамблея может издавать законы через принятие Актов Ассамблеи уже без необходимости дополнительных разрешений. Нынешнее правительство было сформировано после выборов 2018 года лейбористской администрацией, возглавляемой Марком Дрейкфордом, и также проводит курс за независимость страны.

#### Северная Ирландия
Кабинет министров Северной Ирландии и Ассамблея обладают особыми полномочиями, вследствие заключения Белфастского соглашения 1998 года. В соответствии с договором, территория имеет конституционное право сецессии по результатам общенародного референдума. Кабинет министров образован на основе консоционального принципа управления, при котором ведущие партии представлены в равной мере, а первый министр и его заместитель имеют равные друг с другом полномочия. Избираемые члены Ассамблеи приносят присягу не британскому монарху, а букве закона, и лишь одна из правящих партий территории (ДЮП) представлена в британском парламенте, в то время как представители партии Шинн Фейн используют политику абстенционизма, отказываясь присягать монарху уже будучи избранными в Парламент.

### Правовая система

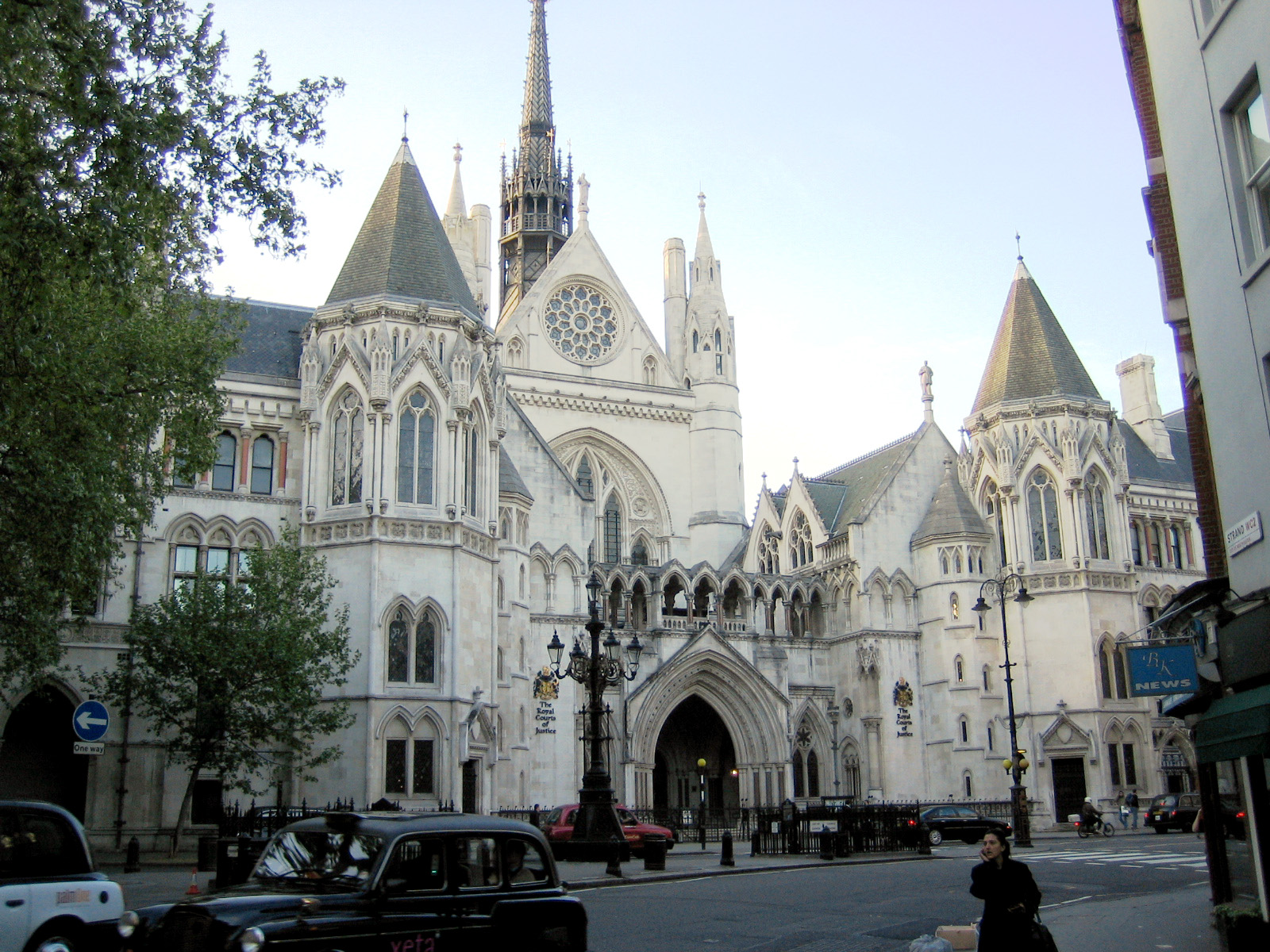
Королевские суды Правосудия Англии и Уэльса

Соединённое Королевство не имеет единой правовой системы, поскольку в соответствии с пунктом 19 соглашения об объединении 1706 года Шотландия сохранила свою собственную правовую систему. Сегодня[когда?]

 Великобритания имеет три разных правовых системы: Английское право, право Северной Ирландии и право Шотландии. Недавние конституционные изменения привели к созданию Верховного суда в октябре 2009 года для замены Апелляционного комитета палаты лордов. Судебный комитет Тайного совета, включающий в себя всех членов Верховного Суда, является верховным апелляционным органом для нескольких независимых стран Содружества наций, Британских заморских территорий и Коронных земель.
В Великобритании не существует единой писанной конституции, её заменяет совокупность актов различного характера, а также нормы общего права и некоторые конституционные обычаи. Наиболее важными актами, образующими британскую конституцию являются Великая хартия вольностей (1215), Хабеас корпус акт, Билль о правах (1689) и Акт о престолонаследии (1701).
Большая часть правовых норм, регулирующих деятельность английских компаний (корпоративное законодательство), отражена в Законе о компаниях 2006 года (Companies Act), одного из самых больших законов за всю историю английского законодательства: он состоит из 1300 статей и 16 приложений, занимающих около 700 страниц.

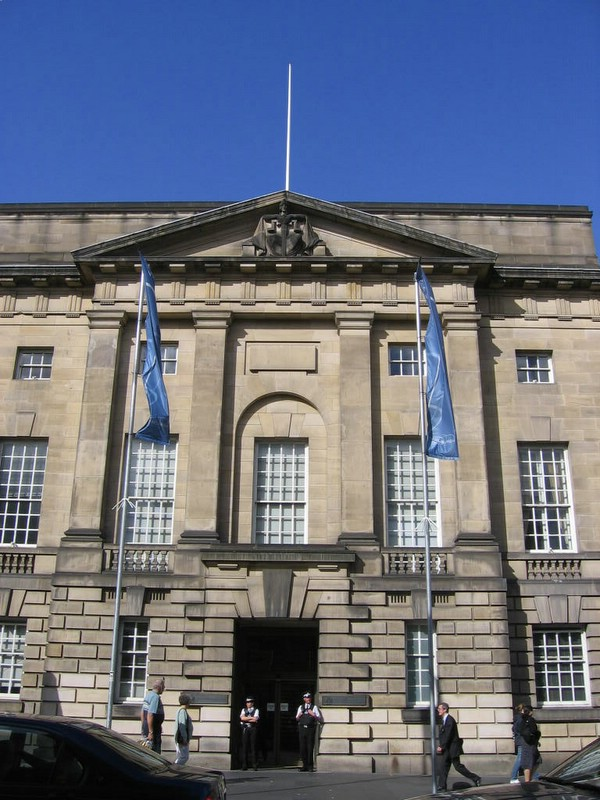
Высший уголовный суд Шотландии

Английское право, применяемое в Англии и Уэльсе, и Северо-Ирландское право основаны на общем праве. Особенность общего права состоит в том, что оно включает судебные прецеденты — вынесенные судом решения по конкретным делам, которые становятся правилом, обязательным для применения в аналогичном деле всеми судами той же или низшей инстанции. Таким образом, право создаётся самими судами в процессе судебного разбирательства различных дел путём применения законов (статутов) и их толкования. Вышестоящие суды не обязаны придерживаться решений, вынесенных нижестоящими судами, но могут их учитывать. Суды Англии и Уэльса возглавляются Главным Судом Англии и Уэльса, состоящим из Апелляционного Суда, Высокого Суда Правосудия (для гражданских дел) и Суда Короны (для уголовных дел). Верховный суд является последней инстанцией и для гражданских, и для уголовных дел в Англии, Уэльсе и Северной Ирландии, и любое принятое им решение является примером для любого другого суда в этих юрисдикциях, а также оказывает большое влияние и на другие юрисдикции. Правоспособностью в английском праве (в отличие от шотландского права) обладают лица, достигшие 18-летнего возраста.
Право Шотландии является гибридом общего права и континентального права. Главными судами являются Сессионный суд для гражданских дел и Высший уголовный суд для уголовных дел (его решения окончательны). Верховный суд Великобритании служит последней апелляционной инстанцией для гражданских дел шотландского права, но не для уголовных. Шотландское прецедентное право уникально тем, что в нём существует три возможных варианта вердикта присяжных: «виновен», «не виновен», и «не доказано». Два последних являются оправдательными без возможности повторного суда, а вердикт «не доказано» также иногда в шутку называют «не виновен, но больше так не делай». Правоспособностью в шотландском праве обладают лица, достигшие 16-летнего возраста.
С 1981 года по 1995 года количество преступлений в Англии и Уэльсе сильно увеличилось, однако затем, к 2008 году, упало от своего пикового значения на 48 %. Количество заключённых за этот же период практически удвоилось, превысив 80 000, что означает, что Англия и Уэльс имеют самое высокое число заключённых в относительном выражении в Западной Европе с показателем в 147 заключённых на 100 000 жителей. В Шотландии количество преступлений в 2010 году сократилось до самого низкого количества за последние 32 года, упав на 10 %. В то же время количество заключённых превысило 80 000, побив все рекордные показатели.

## Международные отношения

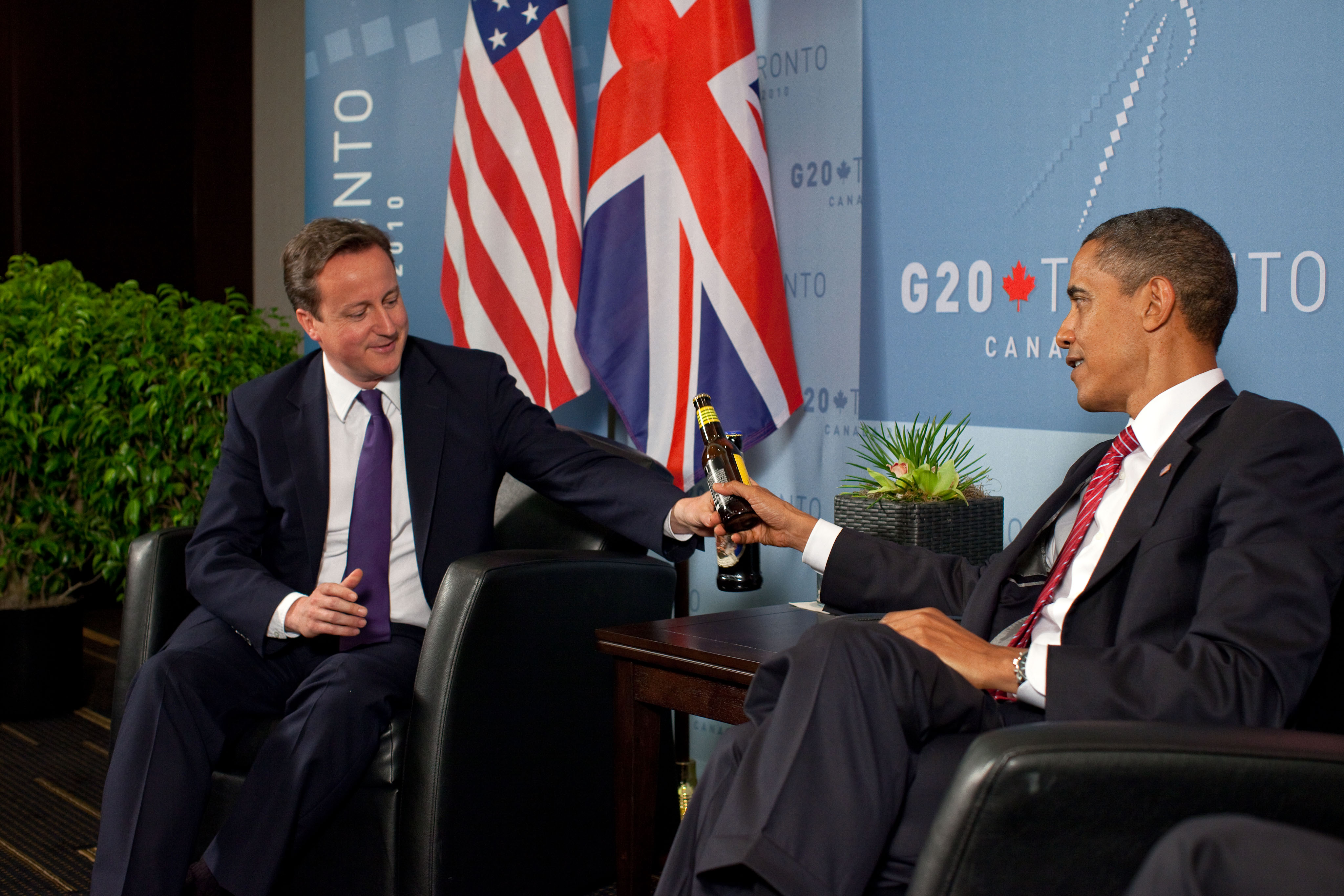
Премьер-министр Великобритании Дэвид Кэмерон и Президент США Барак Обама во время саммита G-20 в Торонто 2010 года

### Общие сведения
Великобритания — постоянный член Совета Безопасности ООН, G7, G20, НАТО, ОЭСР, ВТО, Совета Европы, ОБСЕ; её монарх возглавляет Содружество наций. С 1973 года по 2020 год Великобритания была членом Европейского союза, но по итогам референдума страна вышла из состава ЕС.

### Отношения с США
Великобритания имеет то, что со времён Второй мировой войны неофициально именуют «особыми отношениями» (англ. Special Relationship) с США, и близкое партнёрство с Францией, «Сердечное соглашение», а также имеет общую программу ядерного вооружения с этими двумя странами. Другие близкие союзники включают ряд членов ЕС, НАТО, страны Содружества, а также Японию. Мировое присутствие и влияние Британии усиливаются также благодаря торговым отношениям, иностранным инвестициям, официальной помощи в целях развития и военным силам.
США теснейшим образом сотрудничают с Британией в военной сфере (согласно Договору о взаимной обороне 1958 года) и в сфере глобального шпионажа — по соглашению UKUS SIGINT 1946 года. По мнению ряда высших британских чиновников, в частности главы Объединённого разведывательного комитета Родрика Брейтвейта (1992—1993) и министра иностранных дел Робина Кука (1997—2001), Британия де-факто лишилась своего суверенитета и находится в полностью подчинённой и зависимой от США роли в таких областях, как национальная оборона, безопасность, шпионаж, а также в вопросах экстрадиции своих граждан. Релевантность термина «особые отношения» с США была поставлена под вопрос в начале XXI века, среди прочего, ввиду признания специальной комиссией в июле 2016 года необоснованным вторжения США и Британии в Ирак в 2003 году.
Приверженность «особому» характеру отношений между США и Великобританией в конце января 2017 года подтвердили президент США Дональд Трамп и премьер Тереза Мэй, которая стала первым иностранным лидером, посетившим Вашингтон после инаугурации Трампа. Трамп охарактеризовал Евросоюз как «инструмент для достижения целей» Германии и назвал решение Великобритании о выходе из ЕС «великолепной вещью».

### Отношения с Российской Федерацией
Великобритания установила дипломатические отношения с СССР в 1924 году. В 1968 году СССР и Британия ратифицировали Консульскую конвенцию.
Во второй половине 2000-х годов отношения приобрели напряжённый характер вследствие разногласий по делам о экстрадиции и событий, подобных делу Литвиненко, которое «остаётся значительным раздражителем в наших двусторонних отношениях».
В октябре 2015 года посол России в Великобритании Александр Яковенко заявил, что политический диалог между Лондоном и Москвой практически сошёл на нет. Спустя год он заявил, что у дипломатического учреждения нет необходимого числа сотрудников, поскольку власти Великобритании несколько месяцев не выдают визы дипломатам, которые должны были сменить своих коллег, возвращающихся в Россию.
В силе остаются введённые в 2014 году взаимные санкции в связи с аннексией Крыма Россией и войной на востоке Украины.
Выступая перед прессой после встречи с лидерами ЕС в Брюсселе, 20 октября 2016 года новый британский премьер Тереза Мэй заявила, что страна продолжит активно сотрудничать с ЕС и выступила за усиление давления на Россию в случае продолжения наступления на Алеппо сирийской армии при содействии российской авиации.

### Ограничения на въезд
1 мая 2012 МИД Великобритании сообщил о введении запрета на въезд в страну нарушителям прав человека. В докладе МИД говорится:

Запрет на въезд в Великобританию будет в общем порядке распространяться на лиц, в отношении которых имеются независимые, надёжные и заслуживающие доверия сведения об их причастности к нарушениям прав человека— Би-Би-Си: «Британия закрывает въезд нарушителям прав человека»
«Доклад о состоянии демократии и прав человека в 2011 году» содержит отдельную статью, посвящённую России. В ней говорится, в частности, о деле Сергея Магнитского. Доклад подчёркивает, что никто из ответственных за арест и гибель Магнитского в следственном изоляторе, а также чиновников, обвинённых им в коррупции, так и не был наказан.

### Отношения с Европейским союзом
Во время референдума 2016 года за выход Великобритании из Европейского союза высказалось 51,9 % проголосовавших, соответственно за продолжение членства в ЕС выступило 48,1 % избирателей. В различных составляющих частях Великобритании итоги голосования различались: так, жители Шотландии и Северной Ирландии высказались преимущественно против выхода (62 % и 55,8 % соответственно), а представители Англии и Уэльса — за (53,4 % и 52,5 % соответственно). 19 июня 2017 года в Брюсселе начались переговоры о выходе Великобритании из состава ЕС.
31 января 2020 года в 23:00 (по лондонскому времени) Соединённое Королевство Великобритании и Северной Ирландии после 47 лет членства формально вышло из состава Европейского союза, а 31 декабря 2020 года — из Европейской экономической зоны.

## Вооружённые силы Великобритании

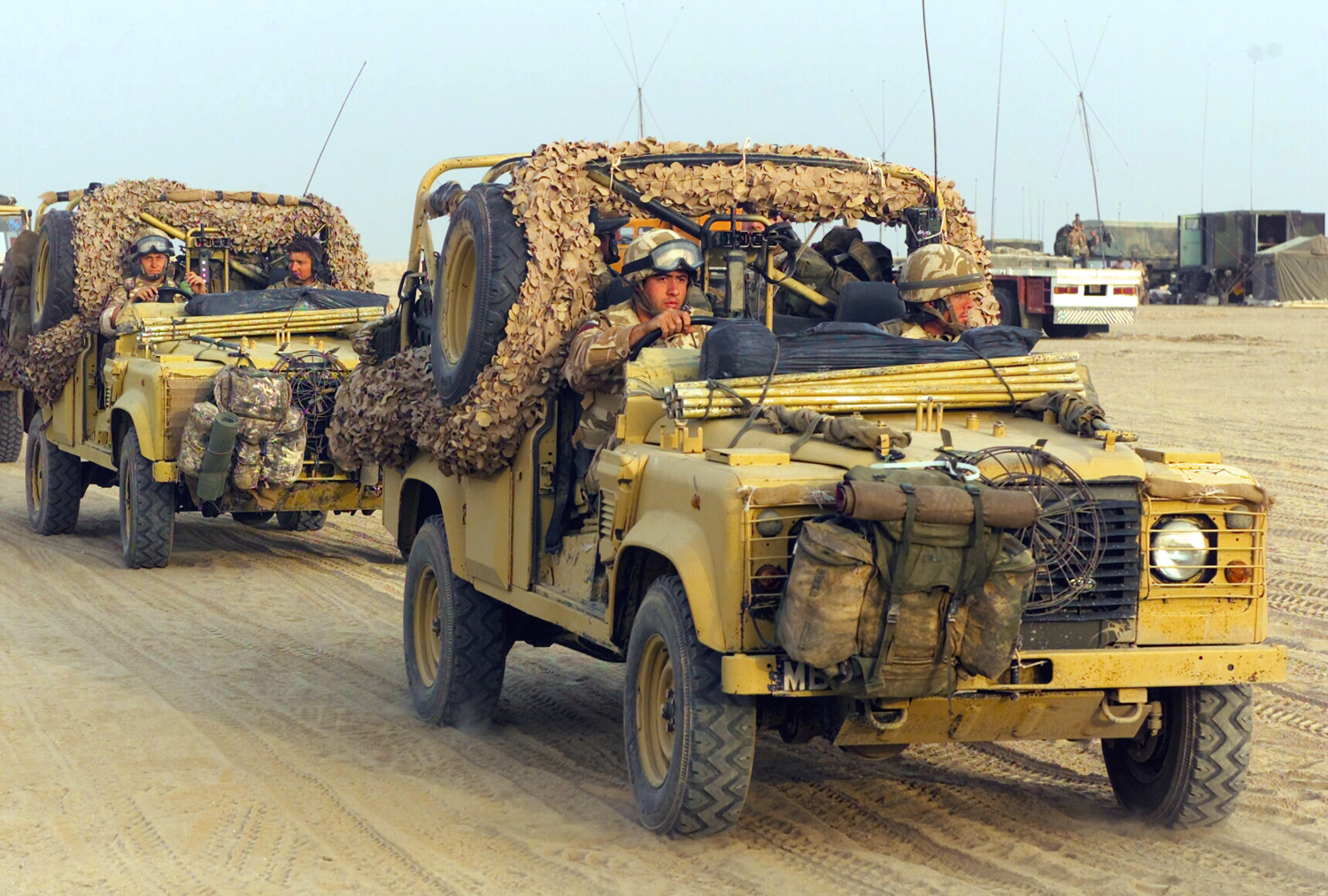
Британские солдаты в Ираке

Великобритания имеет одну из самых технологически продвинутых и хорошо обученных армий в мире и на 2008 год имела около 20 военных баз по всему миру. По разным источникам, Британия имеет третьи или четвёртые в мире военные расходы, хотя занимает лишь 27-е место по численности войск. Общие военные расходы составляют примерно 2,5 % от ВВП страны. Британская армия, Королевские военно-воздушные силы и Королевский военно-морской флот вместе составляют вооружённые силы Великобритании, которые официально называются Вооружённые силы Его Величества. Все три вида армий управляются Министерством Обороны и контролируются специальным Советом Обороны, возглавляемым Государственным Секретарём Обороны. Главнокомандующим Британских Вооружённых сил является британский монарх, король Карл III.
Великобритания имеет самые большие воздушные силы и флот в ЕС и вторые по размеру в НАТО. Министерство обороны подписало контракты общей стоимостью £3,2 миллиарда на постройку двух новых суперавианосцев типа «Куин Элизабет» 3 июля 2008 года. На начало 2009 года Британская Армия насчитывала 105 750 военнослужащих, ВВС — 43 300, а Флот — 38 160. Войска специального назначения Великобритании, такие как Особая воздушная служба и Особая лодочная служба имеют специальные войска для быстрого мобильного проведения военных контртеррористических операций на земле, воде и в воздухе, обычно в случаях, где нужна секретность. Также имеются резервные силы, призываемые в случае необходимости, насчитывающие 404 090.
Основной задачей Британских Вооружённых сил является защита Соединённого Королевства и его заморских территорий, продвижение интересов безопасности Великобритании и поддержка международных миротворческих усилий. Они являются активными и регулярными участниками НАТО. Иностранные гарнизоны и базы находятся на острове Вознесения, в Белизе, Брунее, Канаде, Кипре, Диего-Гарсие, Германии, на Фолклендах, в Гибралтаре, Кении и Катаре.
Несмотря на военные возможности Великобритании, в последнее время военная политика страны основывается на том, что «наиболее ресурсоёмкие операции» проводятся в составе коалиции. Не считая интервенцию в Сьерра-Леоне в 2000 году, британские военные операции в Боснии, Косово, Афганистане, Ираке и в Ливии, следуют этому утверждению. Последняя война, в которой Великобритания участвовала одна, была Фолклендская война в 1982 году, которая окончилась победой.
По оценкам НАТО, к началу 2025 года в Вооружённых силах Великобритании состояло 138000 военнослужащих.

## Экономика

### Общий обзор

Динамика ВВП в странах Большой восьмёрки в 1992—2009 годах, в процентах от уровня 1992 года

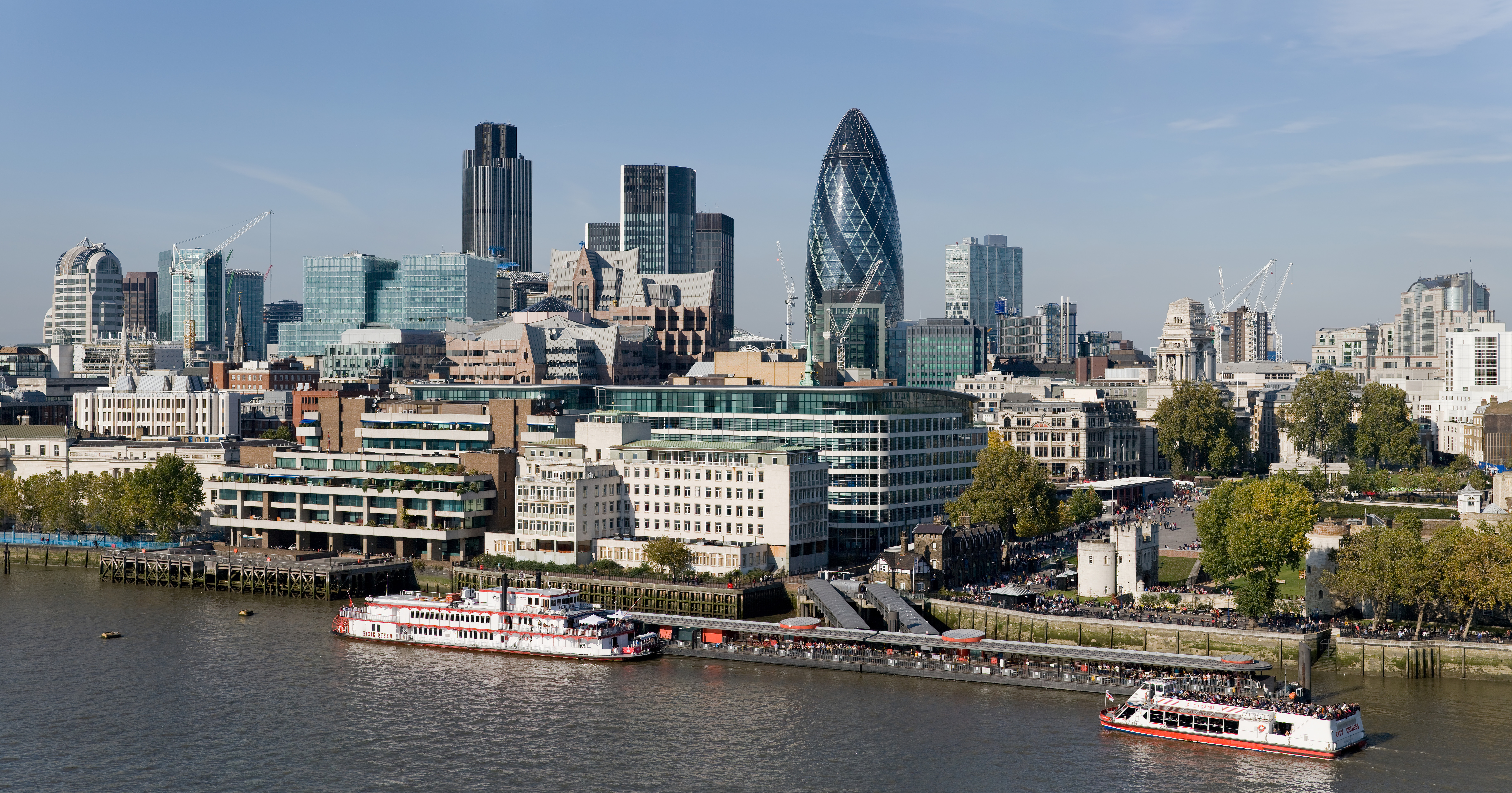
Лондон — крупнейший финансовый центр в мире наравне с Нью-Йорком

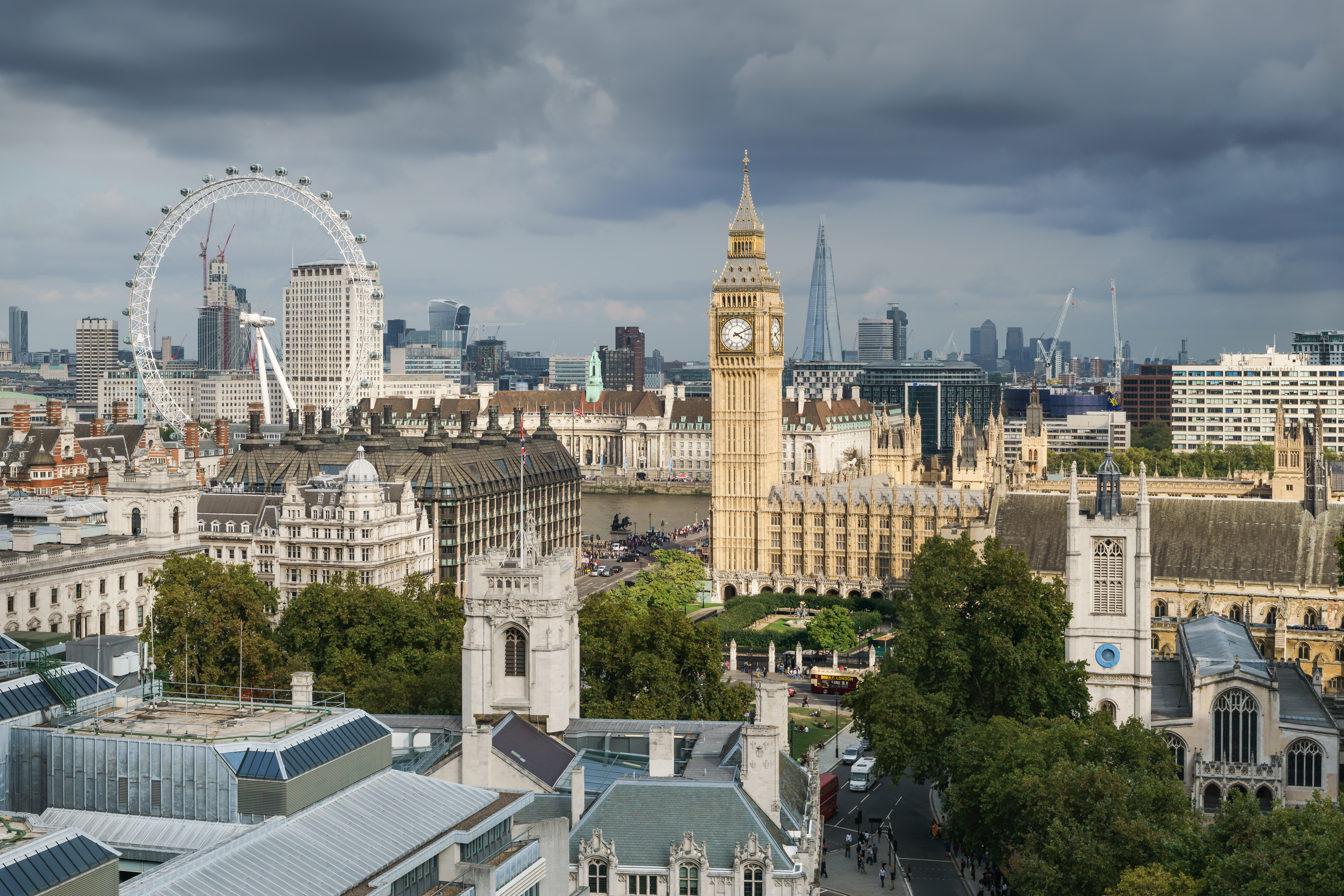
Лондон — самый большой город Великобритании

Великобритания — высокоразвитое постиндустриальное государство, имеет частично регулируемую рыночную экономику, которая по величине валового внутреннего продукта, рассчитанного по ППС, занимает десятое место — после Китая, США, Индии, Японии, России, Германии, Индонезии, Бразилии, Франции.
Казначейство Его Величества, возглавляемое канцлером, ответственно за разработку и исполнение британским правительством публичной финансовой и экономической политики. Банк Англии — центральный банк Великобритании и ответствен за выпуск национальной валюты фунтов стерлингов. Банки Шотландии и Северной Ирландии также имеют право на выпуск своих собственных банкнот, однако обязаны иметь достаточное количество банкнот Банка Англии для покрытия всего собственного выпуска. Фунт Стерлингов является третьей крупнейшей резервной валютой в мире (после доллара США и евро). С 1997 года Комитет по денежной политике Банка Англии ответствен за установление процентной ставки на уровне, необходимом для достижения целевого уровня инфляции, устанавливаемого Канцлером ежегодно.

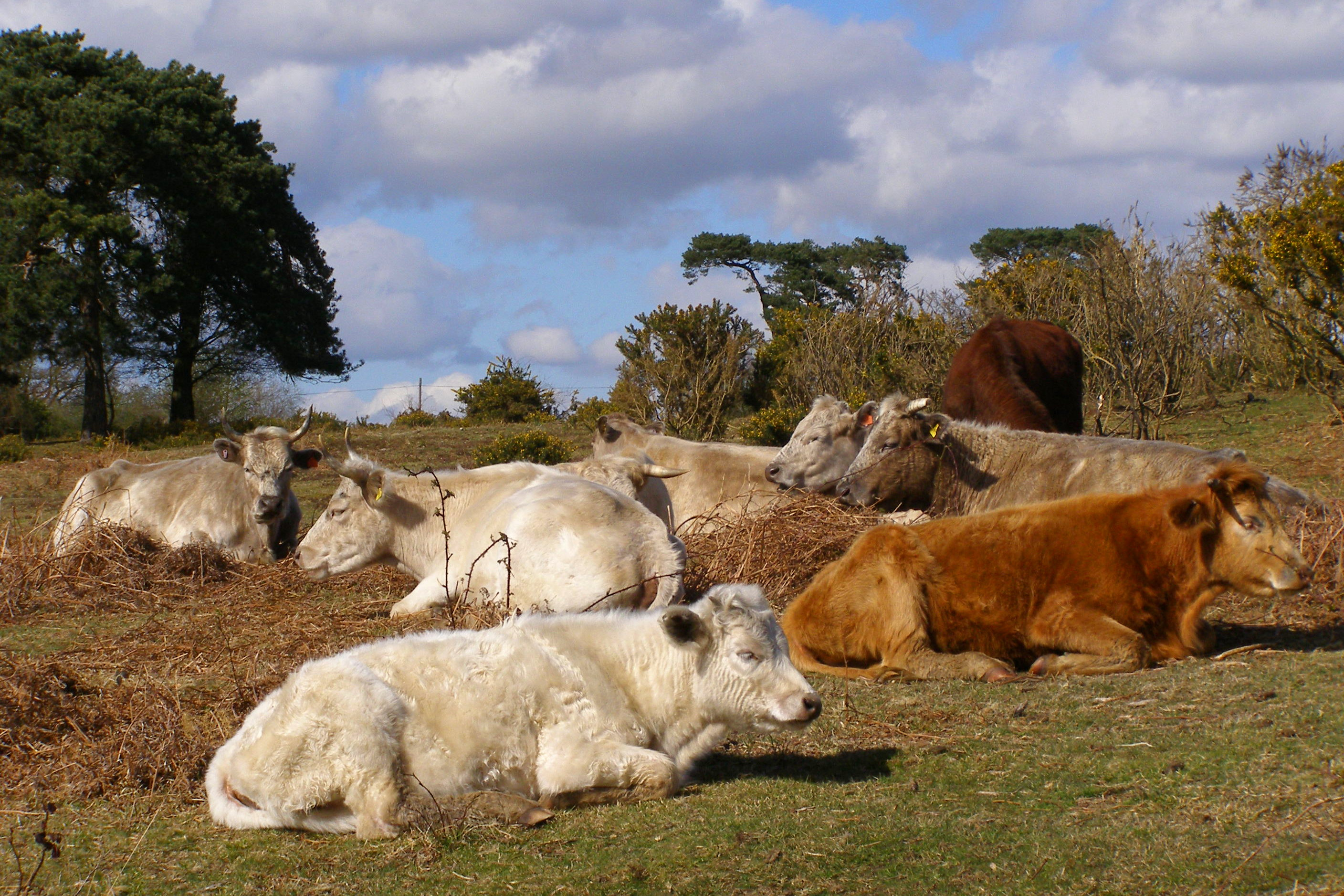
Коровы в Англии на выпасе

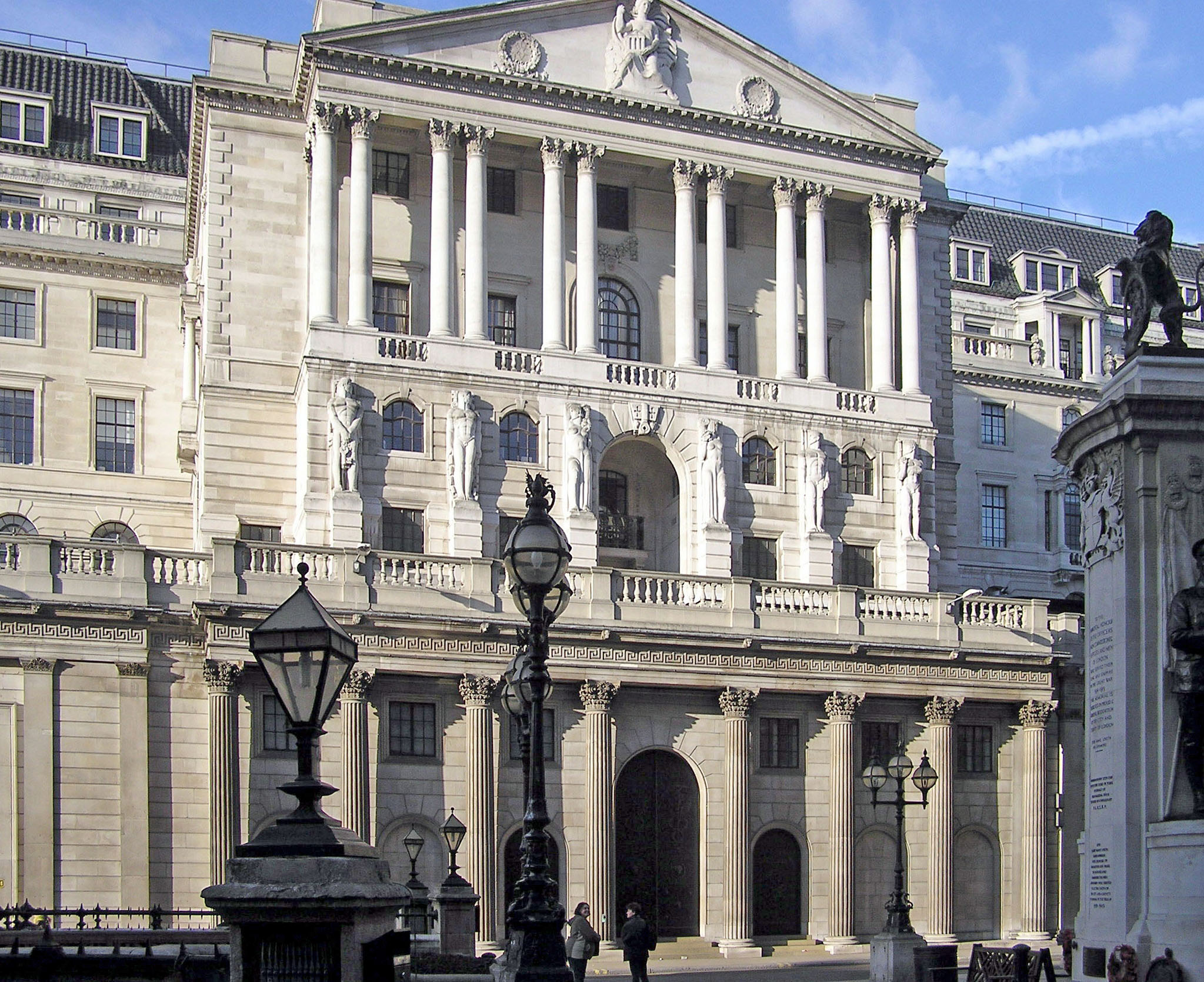
Банк Англии, центральный банк Великобритании

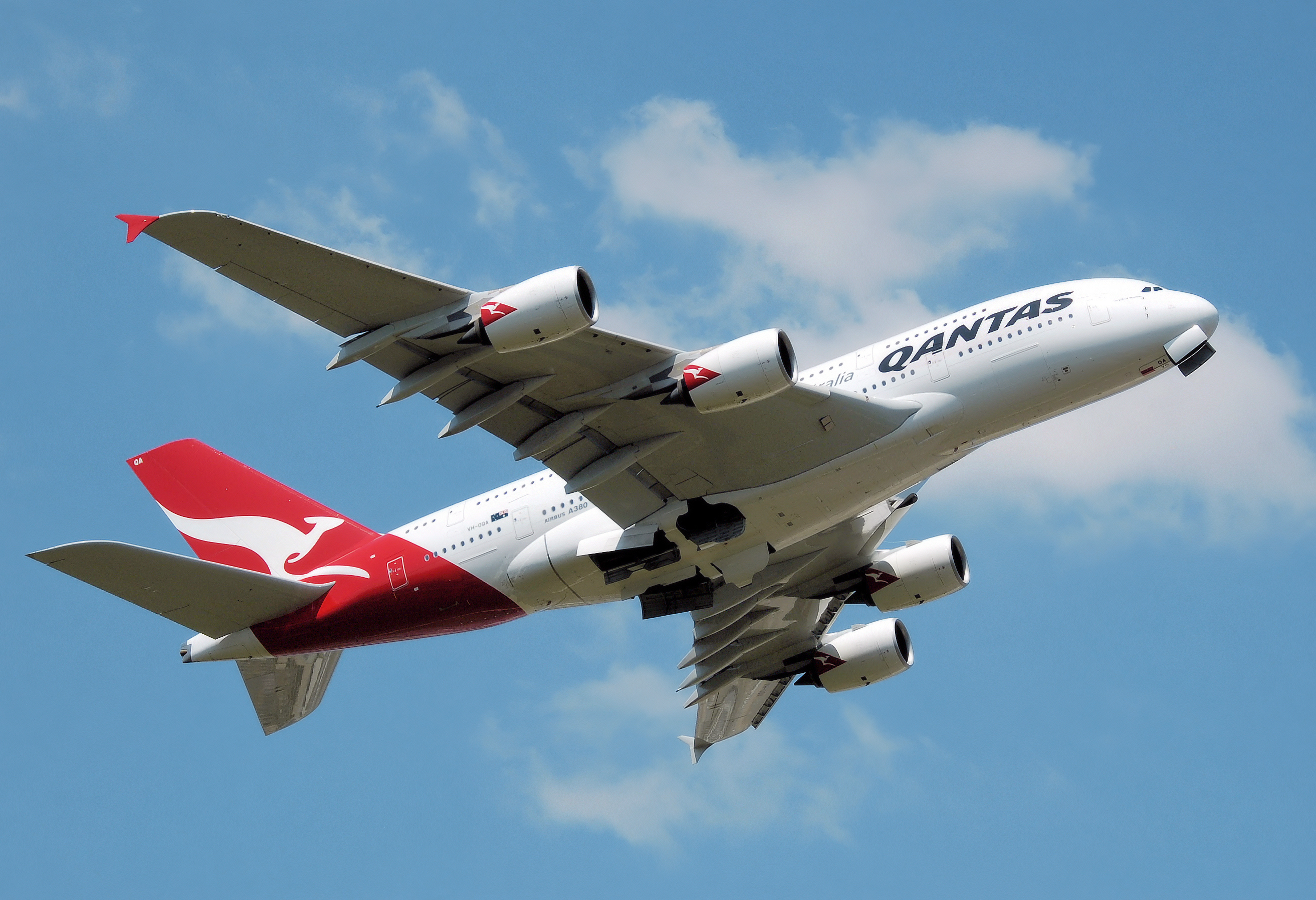
Крыло и двигатели Airbus A380 производятся в Великобритании

Британская сфера услуг — основной сектор экономики страны, составляя примерно 75 % ВВП. Лондон, один из трёх «центров управления» мировой экономикой (наряду с Нью-Йорком и Токио), — крупнейший финансовый центр наравне с Нью-Йорком и самый большой городской ВВП в Европе. Эдинбург также является крупным европейским финансовым центром.
Значителен вклад туризма в экономику страны: в 2014 году отрасль оценивалась в 121,1 миллиарда £, что составило 7,1 % британского ВВП, страна заняла восьмое место в мире среди направлений туризма по числу посетителей, а Лондон посещает самое большое количество гостей среди всех городов мира.
Промышленная революция началась в Великобритании с изначальным упором на текстильную промышленность, за которой последовали такая тяжёлая промышленность, как судостроение, добыча угля и сталеплавление. Империя создавала зарубежные рынки для британской продукции, что позволяло Британии доминировать в международной торговле в XIX веке. По мере индустриализации других стран, вместе с двумя мировыми войнами, Великобритания стала терять конкурентные преимущества и тяжёлая промышленность стала угасать. Сейчас производство по-прежнему играет важную роль в экономике, однако занимала всего одну шестую ВВП в 2003 году.
Автомобильная промышленность — одна из основных в промышленном секторе Великобритании; в ней работает больше 800 000 человек с общим оборотом в 52 миллиарда £ и создаёт 26,6 миллиарда £ экспорта. Авиационная промышленность Британии является второй или третьей в мире (в зависимости от методов подсчёта) и имеет общий оборот в 20 миллиардов £. Фармацевтическая промышленность Великобритании также играет важную роль и имеет третьи в мире расходы на исследования (после США и Японии).
Великобритания известна своими низкими показателями производительности труда по сравнению с другими развитыми странами, за один рабочий час британский работник производит примерно на 20 % меньше продукции, чем работники других стран «большой семёрки».

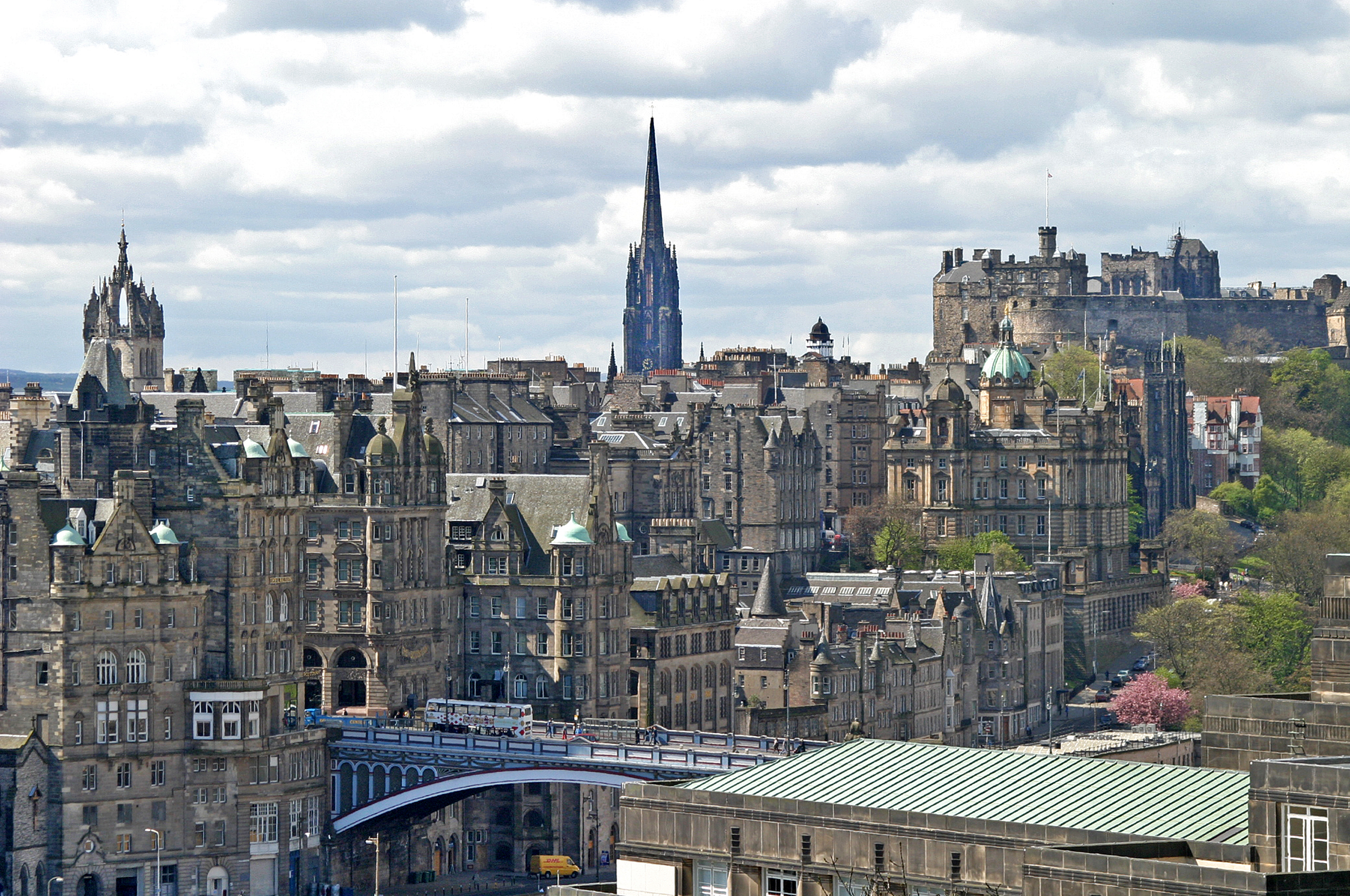
Эдинбург — столица Шотландии

Уровень бедности обычно определяется как 60 % от среднего дохода домохозяйства. В 2007—2008 годах 13,5 миллиона жителей Великобритании (22 % населения) жили за чертой бедности. Это самый высокий относительный показатель в ЕС кроме четырёх стран. Независимый обзор, подготовленный фондом Joseph Rowntree Foundation в 2017 году, отмечал, что за чертой бедности находятся 14 миллионов жителей страны.
В последнем квартале 2008 года в британской экономике началась рецессия, впервые с 1991 года. Уровень безработицы вырос с 5,2 % в мае 2008 года до 7,6 % в мае 2009 года, а к январю 2011 года безработица среди молодых людей от 18 до 24 лет выросла с 11,9 % до 20,3 %, самого высокого показателя за историю подсчётов этого показателя с 1992 года. Общий государственный долг Великобритании вырос с 44,5 % ВВП в декабре 2007 года до 76,1 % ВВП в декабре 2010 года; в 2016 году госдолг исчислялся в £1,6 триллиона, составив на 2015 год рекордные за сто лет в мирное время 89,20 % от ВВП. Рост ВВП в 2015 году составил 2,2 % против 2,9 % в 2014 году. В апреле 2023 года госдолг Великобритании достиг рекордных 99,2 % от ВВП страны — 2,54 триллиона фунтов стерлингов.
Хорошо развитый банковский сектор и сравнительное либеральное регулирование делают страну, прежде всего лондонский Сити, мировым центром отмывания криминальных доходов, полученных по всему миру, согласно ряду исследований и публикаций середины 2010-х годов, а также ухода от налогов богатых лиц, включая граждан России, постоянно проживающих в Британии, которым британское правительство предоставляет льготный налоговый режим. Публикации материалов о Панамских документах, преданных гласности в апреле 2016 года, выделяли Великобританию как страну «в самом центре сети ухода от налогов для сверхбогатых». После проведения референдума о выходе из ЕС многие ведущие мировые банки приняли решение о переводе своих штаб-квартир из Лондона в другие страны ЕС.

### Транспорт

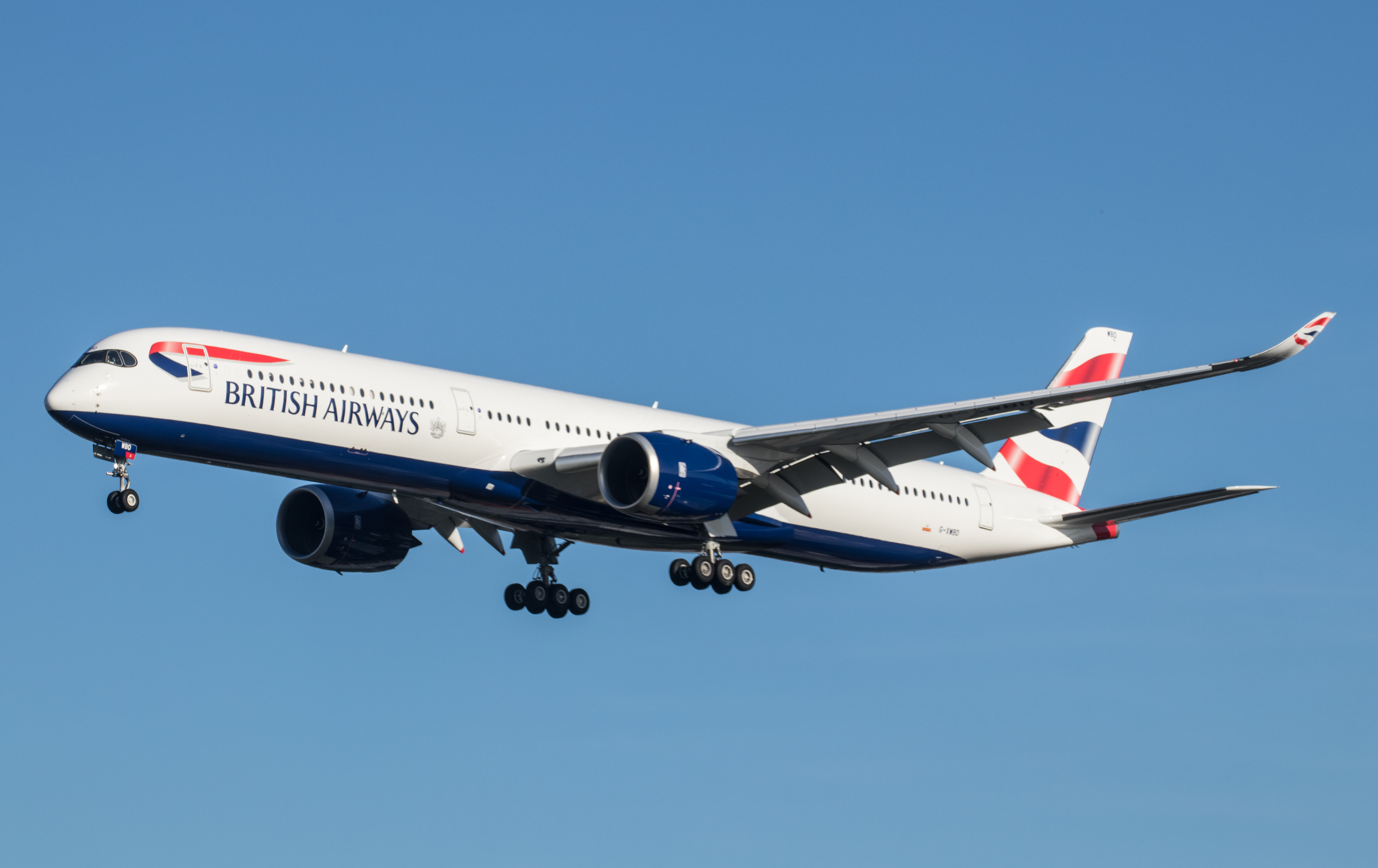
Airbus A350 авиакомпании British Airways

5-й терминал Хитроу, аэропорта с самым большим количеством международных пассажиров в мире

Дорожная сеть составляет 3497 километров основных дорог, 3497 км автомагистралей и 344 000 км второстепенных дорог. Крупнейшее шоссе страны носит название A1. В 2009 году в Великобритании было 34 миллиона зарегистрированных автомобилей. Железнодорожная сеть имеет 16 116 км на британском острове и 303 км в Северной Ирландии, по которым ежедневно перевозится 18 000 пассажиров и 1000 грузовых вагонов.
За год с октября 2009 по сентябрь 2010 года британские аэропорты в общей сложности обслужили 211,4 миллиона пассажиров. За этот период крупнейшими аэропортами стали Лондонский Хитроу (65,6 миллиона пассажиров), Гатвик (31,5 миллиона пассажиров) и Станстед (18,9 миллиона пассажиров). Хитроу, расположенный в 24 километрах западнее столицы обслуживает самое большое количество международных пассажиров в мире и является хабом для главного авиаперевозчика страны — British Airways, а также для авиакомпаний BMI и Virgin Atlantic.

### Энергетика

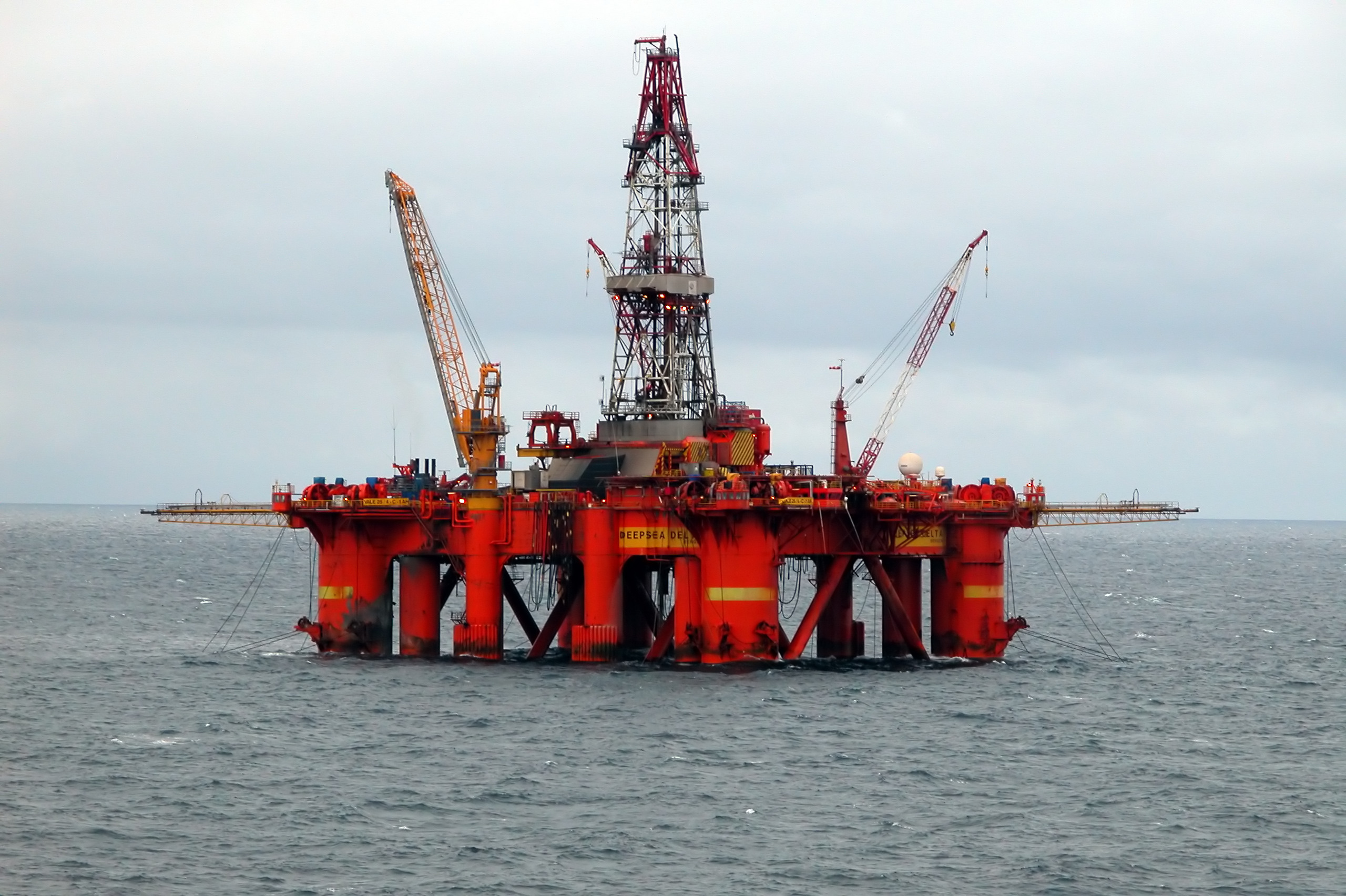
Нефтяная платформа в Северном море

В 2006 году Великобритания являлась девятым мировым потребителем энергии и пятнадцатым производителем. В 2007 году общее потребление энергии страной составило 9,5 квадриллионов BTU, состоявших из нефти (38 %), природного газа (36 %), угля (13 %), атома (11 %) и других возобновляемых источников (2 %). В 2009 году Соединённое Королевство производило 1,5 миллиона баррелей нефти в день, а потребляла 1,7 миллиона баррелей. В последнее время объёмы производства нефти стали сокращаться и с 2005 года Великобритания является импортёром нефти. На 2010 год Британия имела около 3,1 миллиарда баррелей доказанных резервов сырой нефти, самые крупные среди членов ЕС.
В 2009 году Великобритания была также 13-м производителем природного газа в мире и крупнейшим — в ЕС. Так же как и с нефтью, в последнее время объёмы добычи стали сокращаться и с 2004 года страна стала импортировать газ. Великобритания — один из крупнейших импортёров сжиженного природного газа в Европе и по прогнозам объём импорта в ближайшее десятилетие будет расти быстрыми темпами.
В том же 2009 году Соединённой Королевство добыло 19,7 миллиона тонн угля и потребила 60,2 миллиона тонн. На 2005 год общие резервы доступного к добыче угля составляли 171 миллион тонн, однако обширная прибрежная зона позволяет рассчитывать на потенциальные запасы от 7 до 16 миллиардов тонн благодаря технологии подземной газификации угля. Если рассчитывать из текущего потребления угля страны, этих запасов Британии хватит на период от 200 до 400 лет.
В Великобритании базируется несколько крупных энергетических компаний, включая две из шести крупнейших частных энергетических компаний, BP и Royal Dutch Shell.

## Наука и технологии

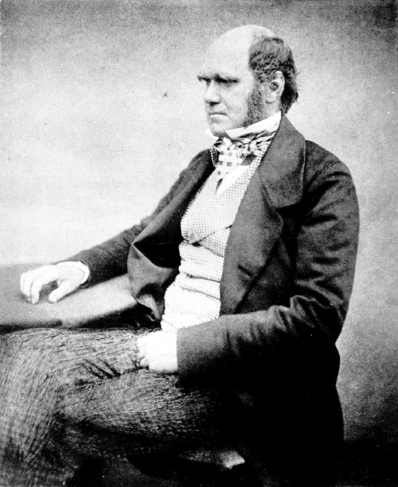
Чарльз Дарвин (1809—1892), чьи теории эволюции и коэволюции положили начало для эволюционной биологии

Англия и Шотландия были лидирующими центрами научной революции начиная с XVII века, а Великобритания возглавила промышленную революцию в XVIII веке и с тех пор дарят миру известных учёных и инженеров. Среди главных учёных XVII-XVIII веков можно выделить Исаака Ньютона, чьи законы движения являются одной из основ современной науки, в XIX веке стоит вспомнить Чарльза Дарвина, чья теория эволюции естественным отбором является основой всей современной биологической науки, и Джеймса Клерка Максвелла, который сформулировал классическую электромагнитную теорию, а также Стивена Хокинга из более современных, который развил основные теории в космологии, квантовой гравитации и изучении чёрных дыр. Крупные открытия XVIII века включают водород, открытый Генри Кавендишем, XX века — пенициллин, открытый Александром Флемингом и структура ДНК, открытая Фрэнсисом Криком. Крупные инженерные проекты и изобретения британцев включают паровоз, разработанный Ричардом Тревитиком и Эндрю Вивианом в XVIII веке, изобретённые в XIX веке электрический двигатель Майкла Фарадея, лампа накаливания Джозефа Суона, и первый использованный телефон, запатентованный Александром Грэмом Беллом, а также изобретённые в XX веке первый рабочий телевизор Джона Лоуги Бэрда, реактивный двигатель Фрэнка Уиттла, основа современного компьютера Алана Тьюринга, а также всемирная паутина, изобретённая Тимом Бернерс-Ли. Не стоит забывать и про Лондонское королевское общество, одно из старейших научных обществ в мире, основанное в 1660 году.
Современная Великобритания играет одну из лидирующих ролей в авиационной промышленности, включая компанию «Rolls-Royce», лидера рынка авиадвигателей; «BAE Systems», крупнейшего британского военного поставщика и шестого — для Пентагона; а также другие компании-поставщики для проектов «Airbus». Две британские компании «GlaxoSmithKline» и «AstraZeneca», входят в пять крупнейших фармацевтических компаний мира, а в целом же британскими компаниями открыто и разработано больше лекарств, чем в любой другой стране кроме США. Британия остаётся также одним из лидеров автомобильной промышленности, в частности двигателей, и имеет около 2600 производителей компонентов. Научные изыскания также являются одним из основных направлений деятельности британских университетов, многие из которых создают технопарки для упрощения производства и работы с компаниями. В 2004—2008 годах в Великобритании было создано 7 % мировых научных исследований, третье место в мире после США и Китая. Британские научные журналы включают «Nature», «British Medical Journal» и «The Lancet».

## Культура
Культура Соединённого Королевства богата и разнообразна. На неё влияли многие факторы: островной характер государства, история страны как одного из лидеров западной демократии и заметного военно-политического игрока, а также тот факт, что страна была сформирована в результате унии четырёх отдельных государств, каждое из которых сохранило свои собственные традиции, привычки и символы. Благодаря Британской империи влияние британской культуры, в свою очередь, прослеживается в языке, культуре и правовой системе многих из стран бывших колоний, включая Австралию, Канаду, Индию, Ирландию, Новую Зеландию, ЮАР, США и Сингапур.

### Литература

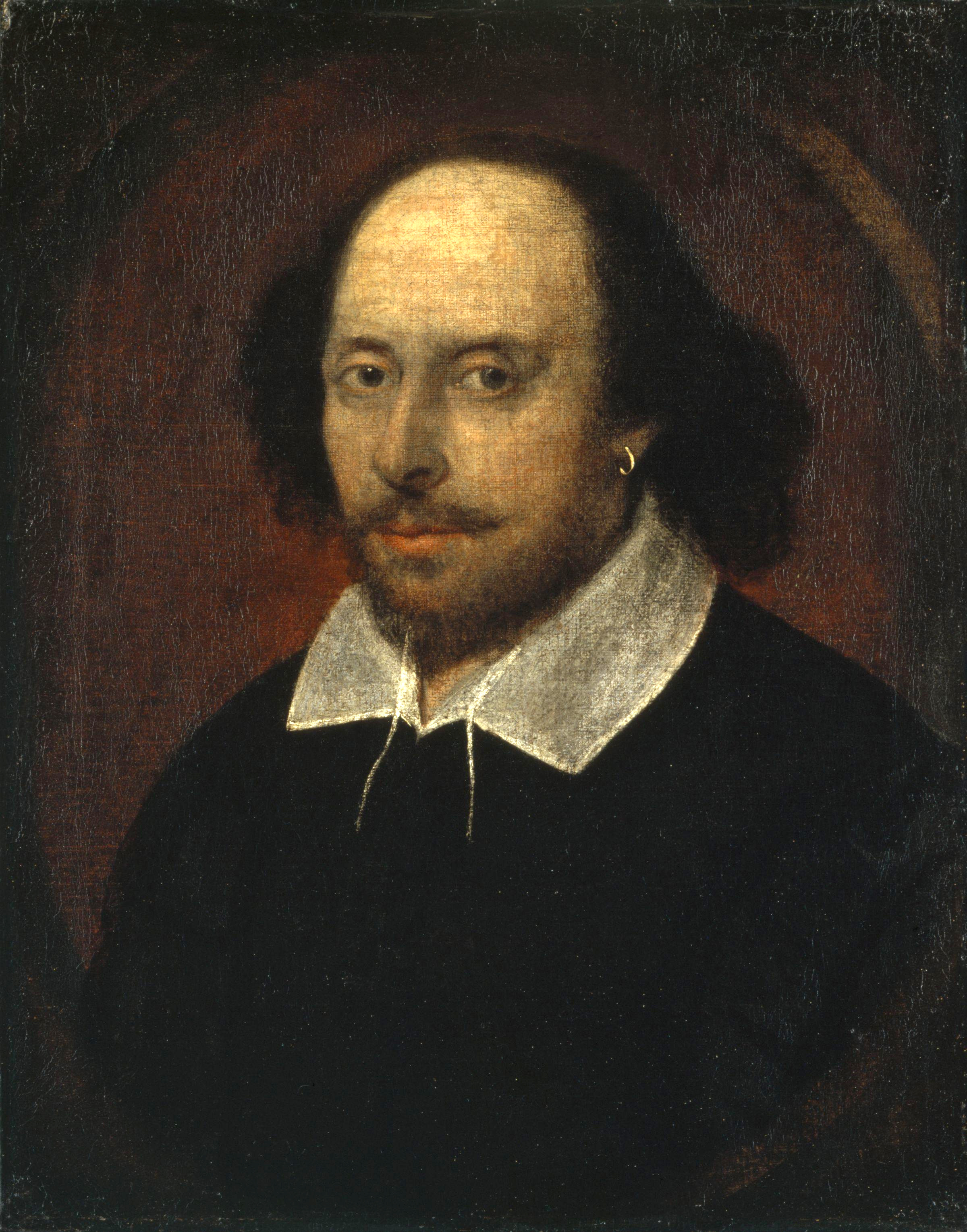
Чандосовский портрет, на котором, как считается, запечатлён Уильям Шекспир

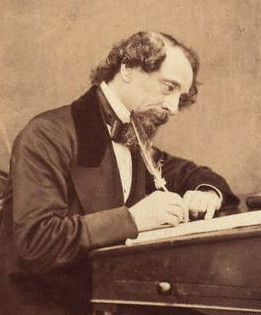
Фотография Викторианской эпохи Чарльза Диккенса

### Музыка

Группа The Beatles является одной из самых коммерчески успешных и признанных критиками групп в истории, продано более миллиарда записей по всему миру

В Великобритании популярны различные музыкальные стили, начиная от местной народной музыки Англии, Шотландии, Уэльса и Ирландии и заканчивая хеви-металом и трип-хопом. Среди классических композиторов Великобритании и её предшественников есть такие персоны, как Уильям Бёрд, Генри Пёрселл, Эдуард Элгар, Густав Холст, Артур Салливан (наиболее известный по своей работе с либреттистом Уильямом Гильбертом), Ральф Воан-Уильямс и Бенджамин Бриттен, пионер современной британской оперы. Питер Максвелл Дэвис является одним из самых выдающихся живых композиторов и является нынешним Мастером королевской музыки. Великобритания также родина признанного во всём мире Симфонического оркестра Би-би-си. Среди известных британских дирижёров есть такие имена, как Саймон Рэттл, Джон Барбиролли и Малколм Сарджент. Заметными кинокомпозиторами являются Джон Барри, Клинт Мэнселл, Майк Олдфилд, Джон Пауэлл, Крэйг Армстронг, Девид Арнолд, Джон Мёрфи и Гарри Грегсон-Уильямс. Георг Фридрих Гендель хоть и родился в Германии, был натурализованным британским гражданином, и некоторые его произведения, включая Мессию, написаны на английском языке.
Эндрю Ллойд Уэббер достиг значительного мирового успеха и является автором музыки для мюзиклов, а его работы на протяжении многих лет доминировали в Лондонском Вест-Энде и часто использовались на Бродвее в Нью-Йорке.
Произведения группы The Beatles проданы числом более миллиарда, они являются самыми продаваемыми в истории музыки, оказавшими огромное влияние на развитие популярной музыки. Среди других известных представителей британской популярной музыки последних 50 лет можно выделить Queen, Deep Purple, Black Sabbath, Iron Maiden, The Who, Клиффа Ричарда, Bee Gees, Элтона Джона, Led Zeppelin, Pink Floyd и The Rolling Stones, каждый из которых преодолел отметку в 200 миллионов проданных копий.
Согласно исследованию книги рекордов Гиннесса, 8 из 10 групп и певцов с наибольшим количеством побед в Британском чарте родом из Великобритании: Status Quo, Queen, The Rolling Stones, UB40, Depeche Mode, Bee Gees, Pet Shop Boys и Manic Street Preachers.

### Изобразительное искусство

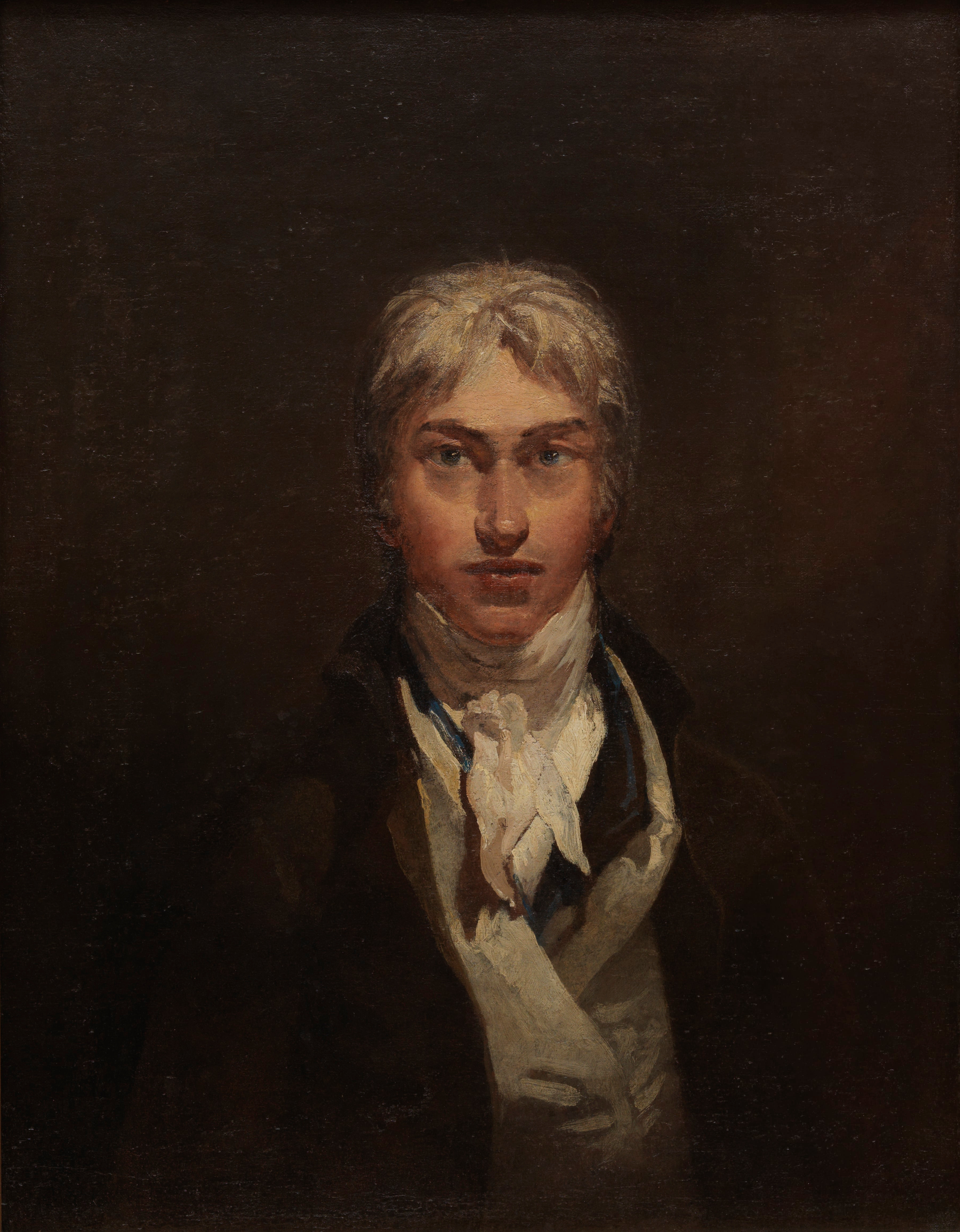
Уильям Тёрнер, автопортрет, масло, холст, 1799 год

История британского искусства является неотъемлемой частью истории европейского искусства. Среди известных британских художников можно упомянуть: романтистов Уильяма Блейка, Джона Констебла, Сэмюэла Палмера и Уильяма Тёрнера; портретистов Джошуа Рейнольдса и Люсьена Фрейда; пейзажиста Томаса Гейнсборо; пионера движения искусств и ремёсел Уильяма Морриса; фигуративиста Фрэнсиса Бэкона; представителей поп-арта Питера Блейка, Ричарда Гамильтона и Дэвида Хокни; дуэт Гилберт и Джордж; абстракциониста Говарда Ходжкина; скульпторов Энтони Гормли, Аниша Капура и Генри Мура. Для британского искусства характерен широкий стилевой и жанровый спектр. Во II половине XIX века одновременно существовали такие радикальные течения, как викторианская сказочная живопись (Джон Анстер Фицджеральд и Джон Симмонс) и натурализм (Джордж Клаузен и Уильям Стотт). В конце 1980-х и 1990-х годов Галерея Саатчи в Лондоне помогла привлечь внимание к группе мульти-жанровых художников, которые затем стали известны как Молодые британские художники: Дэмьен Хёрст, Крис Офили, Рэйчел Уайтред, Трэйси Эмин, Марк Уоллингер, Сэм Тейлор-Вуд и Братья Чепмен.
Королевская академия художеств в Лондоне является основной организацией по развитию искусств в Великобритании. Среди крупнейших галерей — Лондонская Национальная галерея, Национальная портретная галерея, Тейт Британ и Тейт Модерн, самый посещаемый музей современного искусства с примерно 4,7 миллиона посетителей в год.

### Кинематограф

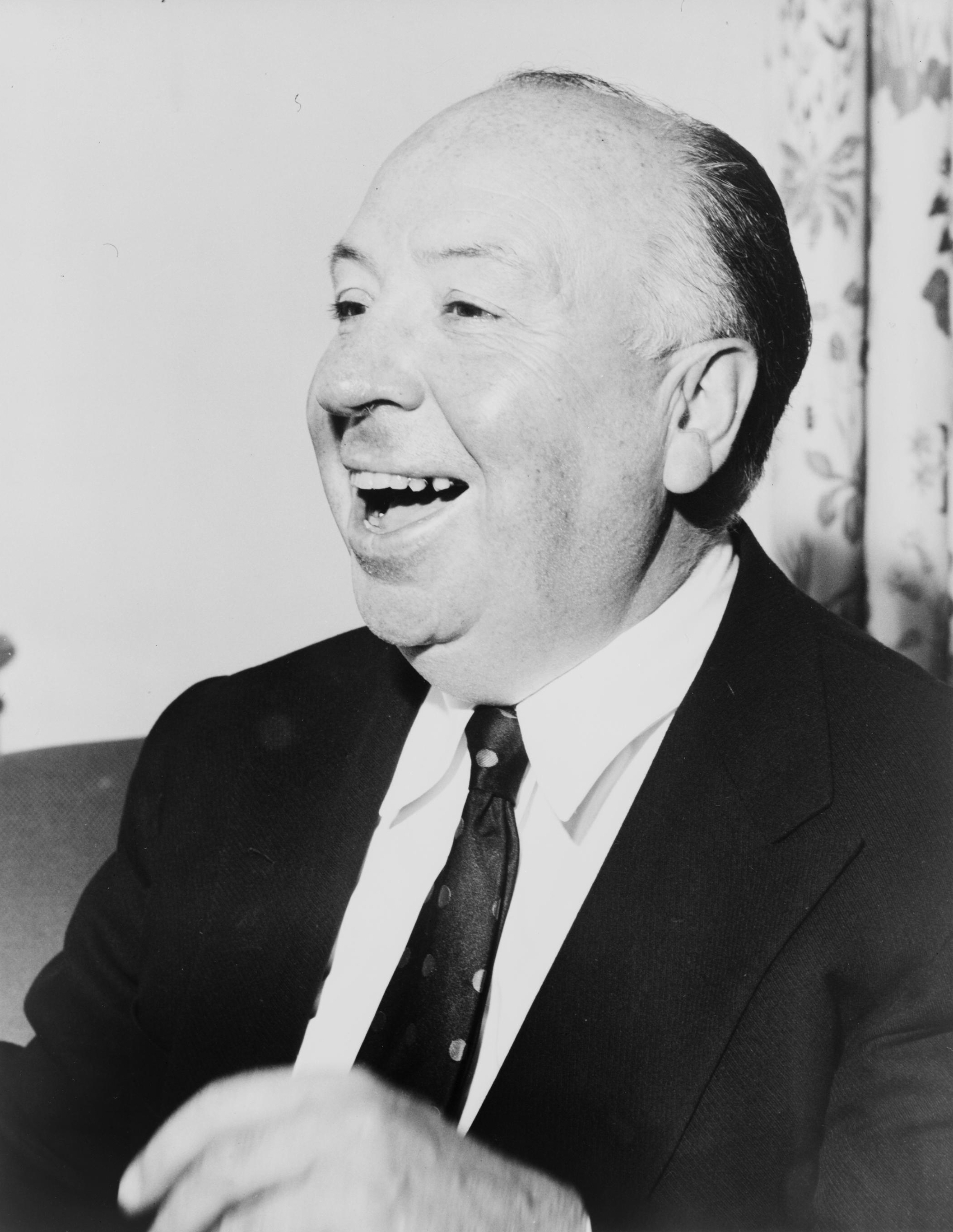
Альфред Хичкок

Великобритания имела большое влияние на историю кинематографа. Британские режиссёры Альфред Хичкок и Дэвид Лин считаются одними из самых популярных режиссёров в истории, а среди других известных режиссёров можно отметить Чарли Чаплина, Майкла Пауэлла, Кэрола Рида и Ридли Скотта.
Многие британские актёры добились мировой известности и признания включая Джули Эндрюс, Дэниела Дэй-Льюиса, Ричарда Бёртона, Майкла Кейна, Шона Коннери, Вивьен Ли, Дэвида Нивена, Лоренса Оливье, Питера Селлерса, Кейт Уинслет, Энтони Хопкинса, Хью Грант. Некоторые из самых успешных в мире в коммерческом плане фильмов также были созданы в Великобритании, среди которых и самые прибыльные в мире серии фильмов (Гарри Поттер и Джеймс Бонд).
Студия Ealing Studios претендует на звание самой старой работающей киностудии в мире.
Несмотря на обширную и успешную историю, британская индустрия часто характеризуется спорами о наличии её индивидуальности и американского и европейского влияния. Многие британские фильмы сопродюсируются вместе с американскими продюсерами, в них часто снимаются американские актёры наравне с британскими, а британские актёры часто снимаются в Голливуде. Многие успешные голливудские фильмы основываются на британских людях, литературе или событиях, как, например, Титаник, Властелин колец и Пираты Карибского моря.
В 2009 году британские фильмы собрали 2 миллиарда долларов по всему миру, получив 7 % долю рынка в мире и 17 % внутри самой Великобритании.
Всего в кассах Великобритании было собрано около 944 миллионов фунтов в 2009 году при 173 миллионах посещений кинотеатров.
Британский институт кино составил рейтинг 100 лучших, по их мнению, британских фильмов. Ежегодная премия BAFTA является британским эквивалентом премии Оскар.

### Спорт

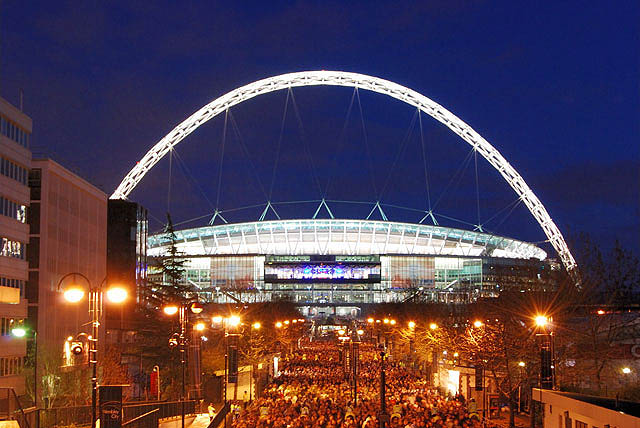
Лондонский стадион «Уэмбли», один из самых дорогих когда-либо построенных стадионов мира

Многие популярные виды спорта, среди которых футбол, регбилиг, регби-15, академическая гребля, бокс, бадминтон, крикет, теннис, дартс и гольф, появились и были развиты именно в Великобритании и странах ей предшествовавших. В большинстве соревнований отдельные команды выступают за Англию, Шотландию, Уэльс и Северную Ирландию, в том числе и на Играх Содружества. Однако бывают и случаи, когда единая команда выступает за Великобританию, в том числе Олимпийские игры, где представлена единой сборной. Лондон был местом проведения Олимпийских игр в 1908 и 1948 годах, а в 2012 году стал первым городом, принимавшим Олимпийские игры трижды.
Каждая часть страны имеет свою футбольную ассоциацию, национальную команду и свою систему чемпионата, хотя некоторые клубы по различным историческим и логистическим причинам играют не в тех ассоциациях, к которым должны принадлежать по территориальному признаку (например,Суонси Сити). Сборные Англии, Шотландии, Уэльса и Северной Ирландии соревнуются на международной арене как отдельные команды, из-за чего Великобритания не участвовала в футбольных соревнованиях Олимпийских игр вплоть до Олимпийских игр 2012 года в Лондоне.
В связи с победой заявки на проведение Игр в 2012 году появились предложения по возрождению единой сборной для участия в них, однако футбольные ассоциации Шотландии, Уэльса и Ирландии отказались участвовать в этом проекте, опасаясь, что это пошатнёт их независимый статус.
Сборная Англии является самой успешной сборной, выиграв домашний ЧМ в 1966 году, хотя исторически сложилось близкое соперничество Англии и Шотландии.

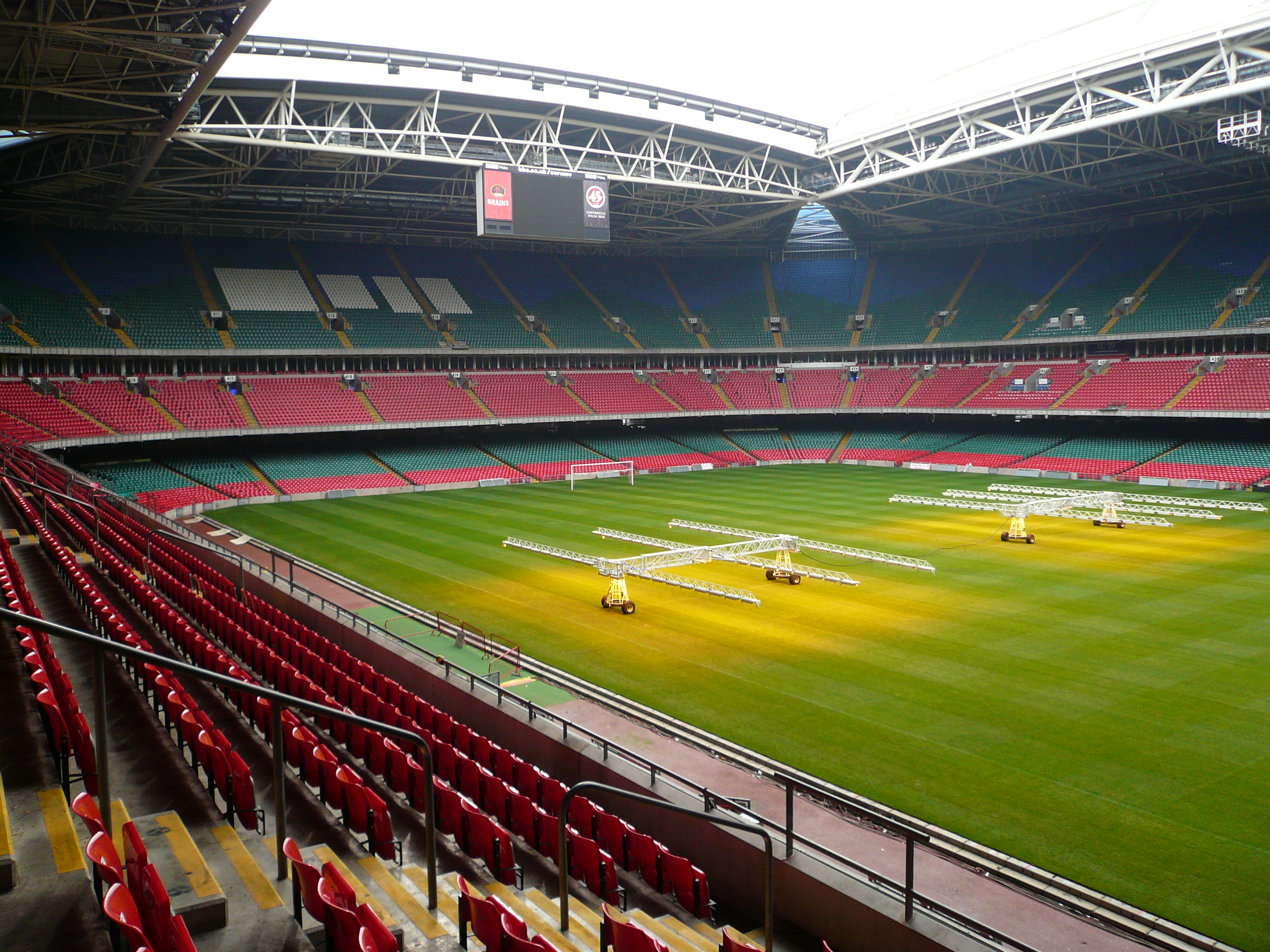
Стадион Миллениум в Кардиффе, открытый к чемпионату мира по регби 1999 года

Крикет был придуман в Англии и очень популярен на территории всей страны и бывших колоний. Уэльс не имеет своей сборной и выступает совместно с Англией, также как и представители Шотландии и Ирландии, сборные по крикету которых стали развиваться лишь недавно.
Регбилиг популярен в некоторых районах Великобритании. Он появился в Хаддерсфилд и в него в основном играют в Северной Англии. Единая сборная «Британские Львы» раньше выступала в кубке мира и тестовых матчах, однако с 2008 года Англия, Шотландия и Ирландия соревнуются как отдельные страны. В регби-15 сборные Англии, Шотландии, Уэльса и Ирландии сами по себе очень сильны. Кубок шести наций, разыгрываемый между вышеназванными сборными, а также Италией и Францией считается неофициальным чемпионатом Европы.

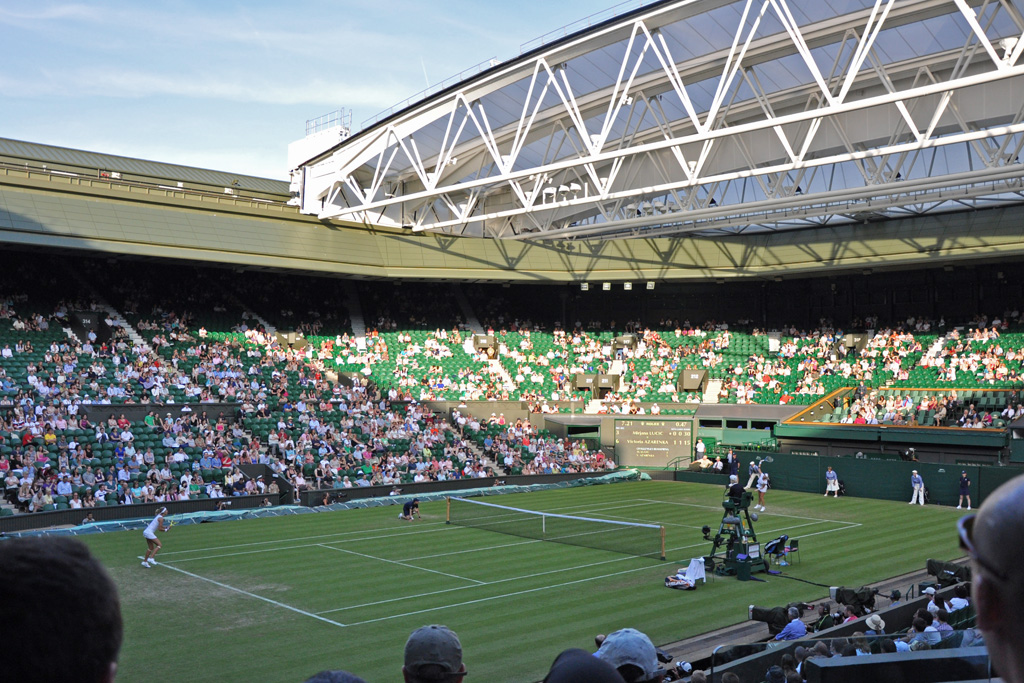
Уимблдонский турнир, один из турниров Большого шлема проводится в Уимблдоне, Лондон, каждый июнь или июль

Игра в теннис появилась в городе Бирмингем где-то между 1859 и 1865 годами. Уимблдонский турнир — это международный турнир, проводимый в Уимблдоне на юге Лондона каждое лето, и считается одним из самых престижных турниров в мире. Снукер пользуется большой популярностью в Великобритании, а ежегодный чемпионат мира проводится в Шеффилде. В Северной Ирландии также популярны такие командные виды спорта, как Гэльский футбол и Хёрлинг, на матчи в которых собирается много зрителей. Игра Шинти популярна в Шотландском высокогорье.
Великобритания также представлена в автоспорте. Многие команды и пилоты Формулы-1 базируются именно здесь, а британские пилоты выиграли больше титулов, чем представители любой другой страны. В Великобритании прошёл и самый первый зачётный Гран-при чемпионатов мира в 1950 году на трассе Сильверстоун, где сейчас практически ежегодно проходит Гран-при Великобритании. В стране также проходят этапы чемпионата мира по ралли.
За всё время Олимпийских игр сборная Великобритании завоевала больше всего медалей в парусном спорте.

### СМИ

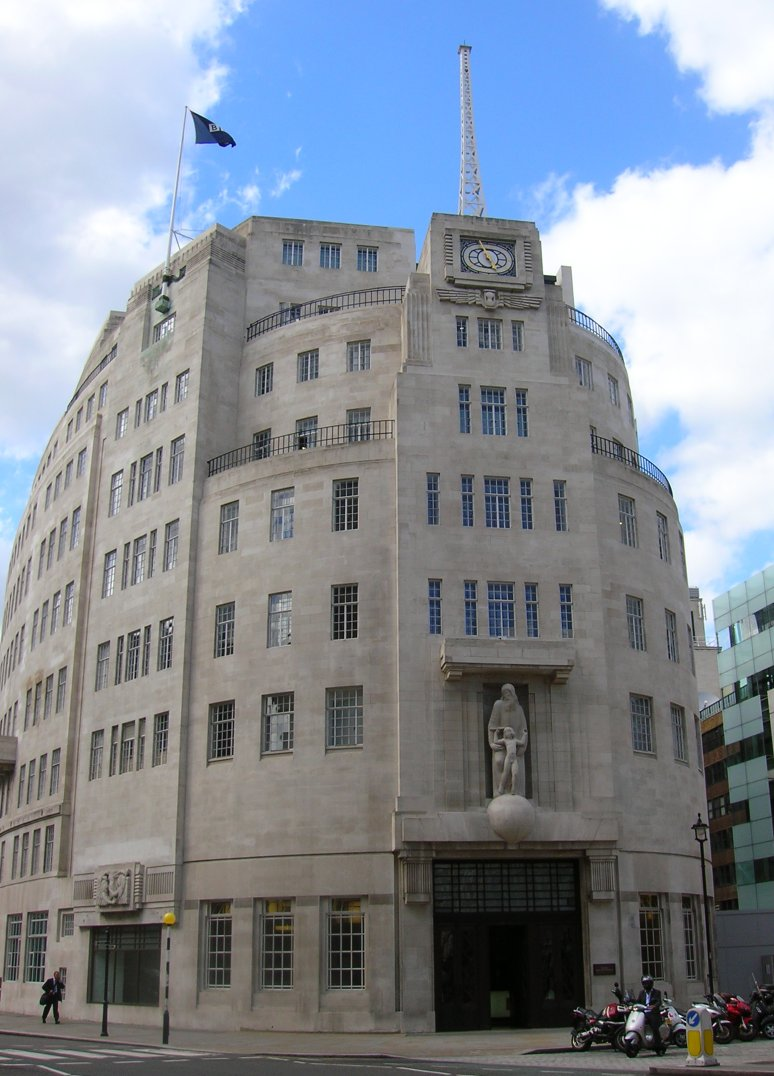
Дом телерадиовещания (Broadcasting House) в Лондоне, штаб-квартира BBC

Лондон доминирует в секторе СМИ в Великобритании: общегосударственные газеты, телеканалы и радио в основном базируются именно там, хотя Манчестер также является важным медиацентром. Эдинбург, Глазго и Кардифф являются важными центрами для газет и вещательных каналов Шотландии и Уэльса. В 2009 году оценивалось, что каждый житель Великобритании проводил 3,75 часа в день у телевизора и 2,81 часа слушал радио. В этом же году общедоступные телеканалы BBC занимали 28,4 % просмотров телевидения; три независимых канала имели общую долю 29,5 %, а оставшиеся 42,1 % заняли спутниковые и цифровые каналы.
С 1970-х продажи газет сильно сократились, и к 2009 году 42 % населения читало ежедневные газеты.
Телерадиовещание в Великобритании делится на общественное и коммерческое. Общественное телерадиовещание представлено вещателем BBC, вещающим на 1-м (BBC One) и 2-м канале (BBC Two) и 4 радиостанций (BBC Radio 1, BBC Radio 2, BBC Radio 3, BBC Radio 4).
Коммерческое телерадиовещание представлено вещателями ITV, вещающим на 3-м канале, Channel 4, вещающим на 4-м канале (как и BBC, являющееся национальным достоянием, но полностью финансируемым за счёт рекламы) и Channel 5, вещающим на 5-м канале на основе постоянных лицензий.

## Комментарии
1. ↑  Официальной версии государственного гимна не существует, поскольку текст является вопросом традиции; обычно исполняется только первый куплет[1]. Не существует закона Великобритании, определяющего «Боже, храни Короля» в качестве официального гимна. Согласно английской традиции такие законы не нужны; провозглашения и использования достаточно, чтобы считаться национальным гимном. «Боже, храни Короля» также служит королевским гимном для некоторых королевств Содружества. Слова «Король, он, его», используемые в настоящее время (во время правления Карла III), заменяются словами «Королева, она, её», когда монархом является женщина.
2. ↑  Скотс, ольстер-скотс, валлийский, корнский, гэльский и ирландский классифицируются как региональные языки или языки меньшинств в соответствии с Европейской хартией региональных языков Совета Европы[2]. К ним относятся определённые обязательства по продвижению этих языков[3][4][5]. См. также Языки Великобритании. Валлийский язык имеет ограниченный официальный статус де-юре в Уэльсе, а также в предоставлении национальных государственных услуг в Уэльсе.
3. ↑  Хотя Великобритания традиционно рассматривалась как унитарное государство, после начала процессов деволюции в 1990-х годах всё более аргументированным становится альтернативное описание Великобритании как «союзного государства»[7], выдвинутое, в частности, Верноном Богданором[8]. Считается, что союзное государство отличается от унитарного тем, что при сохранении центральной власти признаётся власть исторических прав и составных частей союза[9][10].
4. ↑  Некоторые автономнии, зависимые территории Короны и британские заморские территории выпускают свои собственные банкноты или валюты в фунтах стерлингов или используют валюту другой страны.
5. ↑  Домен .gb также зарезервирован для Великобритании, но используется мало.
6. ↑  исключая большинство заморских территорий
7. ↑  Также используется Коронными владениями и двумя британскими заморскими территориями — Гибралтаром и Островами Святой Елены, Вознесения и Тристан-да-Кунья (хотя в последнем случае без перехода на летнее время).
8. ↑  За исключением двух заморских территорий: Гибралтара и Британской Территории в Индийском Океане.
9. ↑  англ. British Overseas Territories в соответствии с Актом 2002 года (British Overseas Territories Act 2002); до того использовалась иная терминология для обозначения данных территорий.
10. ↑  См. Atomic Energy Act of 1946 (McMahon Act)[англ.]: подписан Гарри Трумэном в августе 1946 года
11. ↑  См. Quebec Agreement[англ.]: заключено в 1943 году, приостановлено в ноябре 1945 года.

1. ↑  Использование названий смешанное. Издания «The Guardian Архивная копия от 11 августа 2020 на Wayback Machine» и «Telegraph Архивная копия от 11 октября 2017 на Wayback Machine» используют термин «Британия» в качестве синонима «Соединённого Королевства». Некоторые предпочитают использовать название «Британия» как сокращение от «Великобритании».
2. ↑  Великобритания не имеет кодифицированной конституции, а неписаная британская конституция состоит из актов парламента, судебных решений, традиций и конвенций. What is the UK Constitution?, The Constitution Unit of UCL, 9 августа 2018, Архивировано 7 ноября 2018, Дата обращения: 6 февраля 2020 Источник. Дата обращения: 11 июня 2022. Архивировано 7 ноября 2018 года.
3. ↑  Англо-ирландский договор 1921 года подвёл черту под Ирландской войной за независимость. Договор вступил в силу год спустя и положил начало Ирландскому Свободному государству как отдельному доминиону в рамках Содружества наций. Закон о королевских и парламентских титулах 1927 года изменил название страны, чтобы отразить отделение Ирландии